# Personaggi di Inazuma Eleven
Qui di seguito sono indicati i personaggi e le squadre della serie di videogiochi Inazuma Eleven, e dei manga e degli anime da essa tratti. I nomi dei personaggi sono stati modificati rispetto all'originale sia nella versione italiana del videogioco che in quella dell'anime, e sono gli stessi delle altre versioni europee.

## Inazuma Japan (Giappone)
Nome originale: Inazuma Japan (イナズマジャパン?)

L'Inazuma Japan nelle immagini della sigla iniziale Bokura no goal!

La nazionale giapponese che vince il Football Frontier International è composta da personaggi che Mark Evans ha incontrato nelle prime due stagioni, ad eccezione di Austin ed Archer. Nella maggior parte altre versioni tradotte la squadra è chiamata "Inazuma National", ma non in quella italiana, in cui mantiene il nome originale.
Tattiche micidiali:
- Danza Intrappolante (ダンシングボールエスケープ?, Danshingu bōru esukēpu, lett. "Fuga della palla danzante")

La prima tattica offensiva sviluppata dalla Inazuma Japan, è presente solo nel gioco. Viene creata per contrastare il Bunker asfissiante della Big Waves. Il possessore di palla viene circondato da quattro giocatori avversari ma quattro suoi compagni di squadra intervengono girando attorno agli avversari per confonderli. Grazie a una serie di passaggi ben mirati, il possessore scappa dalla difesa avversaria.
- Oltre il Cielo (ルート・オブ・スカイ?, Rūto obu sukai, lett. "Sentiero del cielo"):

Tattica offensiva in cui i giocatori saltano a mezz'aria e si passano il pallone a vicenda. Questa tattica è usata per rompere il Pressing perfetto.
- Doppio Vortice (デュアルタイフーン?, Dyuaru taifūn):

Tattica offensiva in cui i quattro giocatori difendono il possessore di palla compagno e altri quattro difendono un altro giocatore. Grazie ad una serie di passaggi, la squadra supera la difesa avversaria.

### Mark Evans
Mark Evans, nome originale Mamoru Endō (円堂 守?, Endō Mamoru), portiere e capitano della Raimon e dell'Inazuma Japan, numero 1; libero col numero 15
Doppiato in giapponese da Junko Takeuchi e in italiano da Lorenzo De Angelis (primo gioco, Inazuma Eleven Strikers e anime Inazuma Eleven), Andrea Oldani (secondo e terzo gioco, Inazuma Eleven Ares), Federico Viola (film) e Renato Novara (anime Inazuma Eleven GO)
L'entusiasta capitano della Raimon. Ha i capelli marroni con una fascia arancione che li attraversa e gli occhi neri. Non si arrende mai. Preferisce dedicarsi sempre agli altri piuttosto che a se stesso e la sua personalità stimola gli altri a dare sempre il massimo anche se ogni speranza è perduta, infatti è grazie a questa speciale "abilità" di Mark che la Raimon ha vinto la maggior parte delle partite. Mostra una grande ammirazione verso David Evans, suo nonno, anche lui portiere, ma sua madre non vorrebbe che giocasse a calcio a causa dell'incidente del nonno David, avvenuto in circostanze misteriose quando la Inazuma Eleven si recava allo stadio per giocare la finale del Football Frontier contro la Royal Academy. Come suo nonno, Mark utilizza un metodo di allenamento speciale un po' particolare: egli ha legato un vecchio pneumatico a un albero, lo lancia e cerca di bloccarlo, e il più delle volte ci riesce. Ha giocato anche come libero con il numero 15 per lasciare spazio a Darren.
Nella serie Inazuma Eleven GO, dieci anni dopo il Football Frontier International, sarà l'allenatore della Raimon e si sposerà con Nelly Raimon nell'anime e nella versione Luce del videogioco, con Camelia Travis nella versione Ombra. Nel film Gekijōban Inazuma Eleven GO - Kyūkyoku no kizuna Gryphon gioca da portiere con la Raimon per poco tempo, indossando la maglia numero 21.
Nella serie Inazuma Eleven GO Chrono Stones compare nel passato e gioca come portiere degli Arions, e viene imprigionato in una Chrono Stone viola da Beta; in seguito allena la Chrono Storm. Inoltre, nel gioco Inazuma Eleven GO Chrono Stones e nel film Gekijōban Inazuma Eleven GO vs Danball senki W, gioca nella Inazuma Legend Japan. Compare anche nella serie Inazuma Eleven GO Galaxy, prima parlando al telefono con l'allenatore Astero Black e poi presentando il giocatore da lui allenato, Zack Avalon. In Inazuma Eleven Ares no Tenbin, dopo la sconfitta contro la Barcelona Orb, viene inviato al Liceo Simplicio, nella quale è anche il capitano. In questa serie, è soprannominato "Legendary Goalkeeper" (伝説のゴールキーパー?).
Gli unici vestiti normali indossati da Mark sono stati lo smoking durante la festa organizzata da Edgar Partinus e, nella sigla di chiusura Maji bomber!!, una maglia color acqua marina con un fulmine giallo.
In giapponese mamoru (守る?) vuol dire "proteggere": è un riferimento al suo ruolo di portiere. Il nome europeo deriva probabilmente dall'omonimo ex bassista degli AC/DC. Inoltre, le iniziali del nome originale e di quello europeo sono le stesse (M per il nome, E per il cognome). Nella versione brasiliana dell'anime viene chiamato Satoru Endo. Usa:
- Mano di Luce (ゴッドハンド?, Goddo Hando, lett. "Mano divina"):

Tecnica di parata, la prima tecnica micidiale imparata da Mark. Mark alza la mano destra, sopra la quale si materializza una grande mano lucente, con la quale Mark blocca la palla. Unicamente durante la finale del campionato regionale contro la Royal, per fermare il Pinguino Imperatore Nº2, Mark ha coinvolto anche la mano sinistra nella tecnica, generando una Mano di Luce più grande e più potente: questa variante non ha nome nella versione originale e viene soprannominata da Willy una "Doppia Mano di Luce" nel doppiaggio italiano, ma la tecnica è del tutto simile alla God Hand W usata da Arion. Arrivata al suo stadio evolutivo finale, la Mano di Luce emette un'aura iridescente.
- Difesa Tripla (リプルディフェンス?, Toripuru difensu):

Tecnica di parata. Mark si prepara a parare e due suoi compagni di squadra arrivano alle sue spalle per aiutarlo a resistere alla potenza del tiro, bloccando il pallone. Nel cartone, la tecnica non ha un nome e viene usata nella partita tra Raimon e Kirkwood, dove Jack e Tod balzano dietro a Mark e lo aiutano a resistere alla potenza del Triangolo Z; inoltre, Mark stava anche usando la Mano di Luce per cercare di parare il tiro prima che i due arrivassero in suo soccorso.
- Pugno di Fuoco (熱血パンチ?, Nekketsu panchi, lett. "Pugno del fervore"):

Tecnica di parata, usata da Mark solo nel cartone. Mark carica un possente pugno che, una volta colpito il pallone, s'infiamma e spedisce lontano la palla. Non è una tecnica molto potente e Mark la usa solo per bloccare i tiri semplici. Nell'anime, durante la partita contro il Team D, Mark usa il Pugno di Fuoco Potenza 2 non contro un tiro incombente ma sul terreno, sfruttandolo per lanciarsi contro uno dei pali e far sì che il pallone non entrasse in porta.
- Doppio Fulmine Inazuma (イナズマ1号?, Inazuma Ichigō, lett. "Lampo nº 1"):

Tecnica di tiro usata in combinazione con Axel. Mark ed Axel corrono verso il pallone e compiono una piroetta, incrociandosi e calciando insieme il pallone al volo, spedendolo in porta avvolto da scariche elettriche. Nel gioco viene usata per mandare in cortocircuito il sistema di controllo mentale usato sui giocatori della Brainwashing.
- Raffica Esplosiva (爆裂パンチ?, Bakurestu panchi, lett. "Pugno esplosivo"):

Tecnica di parata. È una rapida raffica di pugni quasi invisibili ad occhio nudo (la descrizione della tecnica nel gioco dice che ne vengono inferti addirittura 100 al secondo) che indeboliscono e respingono il tiro.
- Doppio Trampolino Inazuma (イナズマ1号落とし?, Inazuma Ichigō Otoshi, lett. "Trampolino del lampo nº 1"):

Tecnica di tiro eseguita in combinazione con Jack ed Axel. Jack salta, Mark e Axel lo usano come trampolino come nel Trampolino Inazuma per arrivare ancora più in alto ed infine eseguono il Doppio Fulmine Inazuma, colpendo con potenza la palla che, avvolta da grandi scariche elettriche, va in porta.
- Ariete Inazuma (イナズマブレイク?, Inazuma bureiku):

Tecnica di tiro eseguita con Axel e Jude. Jude alza il pallone avvolto dall'"ombra", il quale, alla massima altezza, "esplode" rilasciando energia e tornando ferso il terreno; i tre quindi tirano il pallone al volo assieme (Mark ed Axel in mezza rovesciata) spedendolo in porta avvolto da elettricità gialla e violetta. È considerata una delle tecniche più potenti della Raimon, usata la prima volta per rompere la potentissima Muraglia Infinita della Farm. In Inazuma Eleven Reloaded, l'esecuzione della tecnica cambia: Jude tira in aria la palla, la quale viene avvolta da nubi ed un'aura viola, e successivamente i tre la tirano contemporaneamente in porta con una tripla rovesciata, caricandola di elettricità scendendo dal cielo come un fulmine. In Inazuma Eleven Orion no Kokuin, nella partita contro la Shadow of Orion, viene usata una versione identica ma molto più potente della tecnica chiamata Grande Ariete Inazuma (イナズマブレイクCG?, Inazuma Bureiku Kōdo Gureito)
- Tri-Pegaso/Volo della Fenice (トライペガサス/ザ・フェニックス?, Torai pegasasu/Za fenikkusu):

Tecniche di tiro usate con Erik e Bobby. Il Tri-Pegaso si evolve nel Volo della Fenice dopo che esso è stato vanificato dal difensore della Kirkwood, Malcom Night. Nell'esecuzione, e tecniche sono quasi identiche. Per il Tri-Pegaso, i tre corrono alla massima velocità verso la palla e le loro traiettorie generano un piccolo triangolo di energia blu attorno ad essa, dal quale compare un grosso pegaso di fiamme azzurro, quindi i tre saltano verso la palla e la colpiscono, mandandola in porta seguita dal pegaso; per il Volo della Fenice invece le loro traiettorie devono incrociarsi in un unico punto, generando adesso una colonna di fiamme vive dalla quale scaturisce una fenice. Nel cartone, questa differenza non c'è ed anche il Tri-Pegaso necessita che le traiettorie coincidano in un unico punto.
- Mano del Colosso (マジン・ザ・ハンド?, Majin za hando, lett. "Mano del demone"):

Tecnica di parata, creata (ed inizialmente eseguita solo) dal nonno di Mark. Mark si china in avanti e velocemente si rialza, facendo apparire un colosso dietro di lui col quale blocca la palla nella mano destra. Nell'anime, la tecnica è più complicata nell'esecuzione: per usarla, Mark deve concentrare l'energia nel cuore nella mano destra torcendosi su se stesso, per poi portare la mano al cielo e materializzando alle sue spalle un colosso giallo che blocca la palla; sempre nel cartone, Mark in seguito impara ad usare la tecnica semplicemente trasferendo l'energia del cuore nella mano, senza torcersi. In Inazuma Eleven Reloaded, la tecnica è stata modificata: per eseguirla Mark porta la mano destra al cielo, generando da essa un fulmine e poi mettendosi in posizione evocando un colosso azzurro e giallo, l'energia del quale viene incanalata nella mano di Mark che para così il tiro.
- Pugno di Giustizia (正義の鉄拳?, Seigi no Tekken):

Tecnica di parata. Mark evoca una grossa Mano di Luce su di lui chiudendola a pugno; pianta quindi il piede sinistro a terra, sferrando un pugno dal quale parte il "Pugno" di Luce che, iniziando a ruotare vorticosamente, impatta e respinge il pallone. Nell'adattamento animato, l'esecuzione è simile ma Mark non evoca prima la Mano di Luce, che si genera invece nel momento in cui lui sferra il pugno. Il punto di forza di questa tecnica è che può essere sviluppata all'infinito, tuttavia verrà abbandonata da Mark dopo che si rivela inutile contro il Grande Caos. La tecnica non va confusa con il Pugno della Giustizia, tecnica usata da Arion Sherwind nella serie Inazuma Eleven GO.
- Respinta Inazuma (メガトンヘッド?, Megaton heddo):

Tecnica di tiro, del Pugno di Giustizia inavvertitamente creata da Mark per respingere un tiro di Gazel mentre era fuori dall'area. Una mano, chiusa a pugno, si materializza sulla testa di Mark e colpisce con forza il pallone.
- Zona Micidiale 2 (デスゾーン2?, Desu zōn tsū):

Tecnica di tiro usata in combinazione con Bobby e Jude, evoluzione della Zona Micidiale. Un giocatore lancia il pallone in alto, i tre saltano e ruotano attorno al pallone per alcuni secondi, formando un triangolo viola tra loro e trasferendo l'energia che deriva dalla rotazione al pallone; i tre quindi saltano sulla palla, facendo collassare il triangolo su di essa e potenziandola ulteriormente, per poi calciarla assieme con le piante dei piedi.
- Energia della Terra (ヅ・アース?, Ji āsu, lett. "La Terra"):

Tecnica di tiro usata in combinazione con Axel e Shawn. Il potere degli undici giocatori della squadra viene incanalato nel pallone da Mark, Axel e Shawn, i tre poi saltano insieme seguendo il pallone che, ricolmo di potere, viene avvolto da un "pianeta" di energia; Mark, Axel e Shawn sfrecciano quindi assieme verso il "pianeta" come un asteroide colpendolo con la suola, al che il "pianeta" esplode in undici frecce di luce verso la porta, di cui una contenente il pallone. Nell'anime, le undici frecce si condensano in una sola. Stando agli appunti del nonno di Mark, è la tecnica più potente di tutto il mondo.
- Martello del Colosso (いかりのてっつい?, Ikari no Tettsui, lett. "Martello dell'ira"):

Tecnica di parata. Con un gesto delle mani, Mark carica il suo pugno destro di elettricità e poi salta; alle sue spalle appare il colosso della Mano del Colosso, col quale colpisce la palla con un pugno dall'alto mentre torna a terra, facendola sprofondare nel terreno. Nell'anime viene fatto intendere anche che la potenza di questa tecnica è determinata dalla rabbia e dalla determinazione dell'utilizzatore.
- Scudo di Energia (イジゲン・ザ・ハンド?, Ijigen za hando, lett. "Mano ultra-dimensionale"):

Tecnica di parata. Mark accumula energia nella mano destra, portandola dietro al corpo e saltando; quindi dà un pugno al terreno, innalzando intorno a sé una cupola di luce che devia il pallone sopra la traversa. La tecnica è stata sviluppata da Mark con un suggerimento datogli (a sua insaputa) da suo nonno riguardo al fatto che un portiere non è obbligato a fermare un tiro.
- Parata Suprema (ゴッドキャッチ?, Goddo kyacchi, lett. "Parata divina"):

Tecnica di parata. Con un gesto delle braccia, Mark evoca dietro a sé un colosso più grande di quello della Mano del Colosso, con tre occhi ed un mantello, col quale Mark blocca la palla tenendo con le mani in orizzontale. Nel gioco, Mark sviluppa questa tecnica da solo mentre nel cartone, è suo nonno David a dargli un primo suggerimento per crearla.
- Scia Tripla (ジェットストリーム?, Jetto sutorīmu, lett. "corrente a getto"):

Tecnica di tiro usata assieme ad Axel ed Austin. Mark, Axel e Austin si posizionano attorno alla palla, e poi le girano iniziando a girarle attorno circondandola con un ciclone, conferendo alla palla una potenza ed una rotazione grandissimi; i tre entrano nel ciclone e colpiscono la palla verso l'alto, diretta in porta ed ulteriormente potenziata dal ciclone. La tecnica è stata compiuta negli ultimi secondi nella finale contro i Piccoli Giganti, battendo addirittura la Mano Suprema Grado 2 di Héctor per segnare il gol del 3-2 finale. È la tecnica più forte dell'Inazuma Japan. La tecnica era stata ideata ad Axel ed Austin, ed in seguito quasi completata con l'aiuto di Caleb.
- Mano Omega (オメガ・ザ・ハンド?, Omega za hando):

Tecnica di parata apparsa nel terzo videogioco e nel film. Mark alza la mano formando un "Pugno" di Luce che assimila energia, crescendo, per poi aprirsi; Mark quindi usa la mano per afferrare e stritolare il tiro, bloccandolo, formando un piccolo cratere sotto di lui. È la versione suprema della Mano di Luce.
- Mano di Luce V (ゴッドハンドV?, Goddo hando bui):

Tecnica di parata, evoluzione della Mano di Luce. Mark porta dietro il corpo la mano in una posizione simile a quella della Mano del Colosso, poi la porta verso il terreno evocando due ali lucenti dalla mano, quindi indietreggia di un passo e si mette come per dare un pugno, portando velocemente il braccio in avanti con la mano aperta e materializzando una grossa Mano di Luce che ferma il pallone.
- Mano di Grandius (グレイト・ザ・ハンド?, Gureito za Hando):

Tecnica di parata usata da Mark col suo Spirito Guerriero Magico Gigante Grandius (魔神グレイト?, Majin Gureito, lett. "Demone Great"). Mark esegue gli stessi movimenti usati per eseguire la Mano del Colosso, con la differenza che usa il suo Spirito Guerriero per parare il tiro avversario, e la mano dello Spirito Guerriero non ha la mano piatta ma fa quasi per prendere il pallone.
- Testata Inazuma (ギガトンヘッド?, Gigaton heddo):

Usata nella Inazuma Legend Japan ed evoluzione della Respinta Inazuma. Mark, con la palla in aria, crea un pugno lucente sulla testa che schiaccia la palla contro di essa per poi, con un movimento, far sì che il pugno punti verso la porta spingendo la palla a gran velocità.
- Doppio Guardiano (風神雷神?, Fūjin Raijin):

Tecnica di parata usata in Inazuma Eleven Ares. Mark accumula nella mano destra energia del fulmine e in quella sinistra energia del vento, e quando le unisce tra loro, evoca alla sua destra un colosso giallo e azzurro che simboleggia il fulmine, e alla sua sinistra un colosso verde e rosso che simboleggia il vento. È una delle tecniche più forti di Mark, in quanto e in grado di parare tiri da ogni direzione, con il colosso del fulmine che blocca i tiri che vengono da destra, il colosso del vento i tiri che vengono da sinistra, ed insieme i tiri che vengono dal centro.
- Triplo Guardiano (風神雷神ゴースト?, Fūjin Raijin Gōsuto):

Tecnica di parata usata in Inazuma Eleven Orion. Mark evoca assieme ai due colossi del Doppio Guardiano un terzo colosso oscuro, parando il pallone coi tre spiriti. Questa tecnica e stata sviluppata quando Mark, non riuscendo a parare il Time Trance di Satan Gaul a causa dell'ipnosi, decide su suggerimento di Nelly di aggiungere il terzo colosso alla tecnica, riuscendo così a superare questo problema.
- Asura (ザ・アシュラ?, Za Ashura):

Tecnica di parata combinata usata in Inazuma Eleven Orion assieme a Dave Quagmire e Duske Grayling. Dopo che Mark ha usato il Triplo Guardiano, Dave e Duske (che sono entrambi portieri ma per poter eseguire questa tecnica devono giocare come difensori) eseguono le loro tecniche, rispettivamente la Trivella Spaziale e la Parata Emblematica, e posizionano la loro mano sulla schiena di Mark, incanalando in lui la loro forza permettendogli di evocare un enorme asura arancione con tre volti e sei braccia che, dopo una serie di movimenti delle mani, blocca il pallone
- Super Mano di Luce (スーパーゴッドハンド?, Sūpā Goddo Hando):

Tecnica di parata usata in Inazuma Eleven Orion. Mark usa la Mano di Luce ed inizia a comprimerla per concentrarne la potenza aumentandone quindi l'efficacia. La tecnica tuttavia non è mai stata completata ed è stata evoluta in seguito nella Mano Diamante.
- Mano Diamante (ダイヤモンドハンド?, Daiyamondo Hando):

Tecnica di parata usata in Inazuma Eleven Orion. Evoluzione della Super Mano di Luce. Mark evoca una Mano di Luce e la comprime a sé, cristallizzando il braccio destro, blocando con esso il pallone. Da questa tecnica, Mark ne ha derivato anche la Manolonga Diamante (ダイヤモンドアーム?, Daiyamondo Āmu) ed il Pugno Diamante (ダイヤモンドパンチ?, Daiyamondo Panchi): la prima tecnica è una combinazione della Mano Diamante e della Manolonga di Duske Grayling in cui Mark, dopo aver cristallizzato il suo braccio, e si sposta di lato e genera dal palmo della mano un lungo braccio di diamante, che si estende ed afferra il pallone per poi portarlo sulla mano di Mark ritraendosi; la seconda invece è una semplice variazione della Mano Diamante in cui Mark si tuffa lateralmente respingendo il tiro con un poderoso pugno sferrato col braccio di diamante, che Mark usa per contrastare tiri più angolati.
- Mano dell'Amicizia (友情のゴッドハンド?, Yūjō no Goddo Hando, lett. "Mano divina dell'amicizia")

Tecnica di parata usata in Inazuma Eleven Orion nella partita contro la Shadow of Orion. Mark porta la mano dietro di sé caricandola di energia e la porta al cielo, evocando una grossa Mano di Luce che si carica di energia verde-azzurra e viene avvolta dal vento; Mark quindi distende il braccio in avanti, facendo sì che la Mano di Luce si schianti contro il tiro e lo stritoli, generando un forte turbine mentre blocca il pallone. La tecnica è una variante della Mano di Luce e ricorda nell'esecuzione la Mano Omega e la Mano di Luce V.
- Super Respinta Inazuma (スーパーメガトンヘッド?, Sūpā Megaton heddo):

Tecnica di parata usata in Inazuma Eleven Orion. Mark evoca un'enorme Mano di Luce sopra la testa e la chiude in un pugno dopodiché salta in avvitamento verso il tiro in arrivo ed il pugno, che inizia a girare vorticosamente assieme a lui, blocca e respinge il pallone. La tecnica pare sia una derivazione della Respinta Inazuma e del Pugno di Giustizia.

### Nathan Swift
Nathan Swift, nome originale Ichirōta Kazemaru (風丸 一郎太?, Kazemaru Ichirōta), difensore e centrocampista della Raimon e dell'Inazuma Japan, numero 2, e capitano ed attaccante dei Dark Emperors, numero 10
Senza voce nel primo gioco, poi doppiato in giapponese da Yuka Nishigaki e in italiano da Gabriele Lopez (anime), Paolo De Santis (secondo gioco, terzo gioco e Inazuma Eleven Strikers), Davide Fumagalli (Inazuma Eleven Go) e Alessandro Germano (film e Inazuma Eleven Ares)
Prima faceva parte della squadra di atletica, poi Mark lo ha convinto a unirsi alla squadra di calcio. Nonostante il suo amico Miles gli abbia più volte chiesto di tornare nella squadra di atletica, Nathan decide di restare nella squadra di calcio. Ha un carattere amichevole e cerca sempre di aspirare ad alti obiettivi e di confrontarsi con personaggi forti, è inoltre capace di trovare spesso la soluzione giusta per sé e per gli altri anche quando è sotto pressione, nonostante abbia spesso dei conflitti interiori. Dopo la prima partita contro la Genesis (persa 20-0 dalla Raimon) lascia momentaneamente la squadra, credendo di non essere abbastanza forte, per poi tradirla, sotto effetto della pietra di Alius, diventando capitano dei Dark Emperors, ultima e più forte squadra della Alius Academy e di tutta la seconda stagione, formata da lui e dagli ex-membri della Raimon, tra cui Kevin, Timmy, Max, Steve, Jim, Sam, e Tod. Ma alla fine tutto tornerà alla normalità. Nella Raimon ha sempre giocato nel ruolo di difensore mentre nei Dark Emperors gioca da attaccante e nell'Inazuma Japan, nella quale giocherà anche una partita da capitano contro l'Argentina, da centrocampista. Nel film Gekijōban Inazuma Eleven GO - Kyūkyoku no kizuna Gryphon gioca per poco tempo nella Raimon con la maglia numero 22. Da adulto, nel gioco Inazuma Eleven GO Chrono Stones e nel film Gekijōban Inazuma Eleven GO vs Danball senki W, gioca nella Inazuma Legend Japan. In Inazuma Eleven Ares, dopo la sconfitta contro la Barcelona Orb, viene inviato alla Royal Academy. In questa serie, è soprannominato "Blue Gale" (蒼き疾風?). "Kaze" (風?) significa "vento". Nathan può eseguire le seguenti tecniche:
- Scatto Repentino (Shippū Dash, 疾風ダッシュ?, Shippū dasshu, lett. "Scatto del turbine"):

Con questa tecnica, Nathan corre come il vento e dribbla gli avversari. 
- Ali di Fuoco (Honō no Kazamidori, 炎の風見鶏? lett. "Banderuola della fiamma"):

Realizzata in coppia con Axel, questa tecnica unisce il punto forte di Nathan, la velocità, a quello di Axel, il salto, per un tiro. I due colpiscono il pallone alla pari, facendogli prendere effetto; in seguito, Axel colpisce il pallone in rovesciata mentre Nathan salta e lo colpisce di collo piede facendo così sprigionare due ali di fuoco al pallone. La tecnica è stata usata per la prima volta da Constant Builder e Charles Island della leggendaria Inazuma Eleven.
- Clone Difensivo (Bunshin Defense, 分身ディフェンス?, Bunshin difensu, lett. "Difesa dell'alter ego"):

Nathan si divide in tre per rubare la palla. La tecnica viene usata da Nathan nei Dark Emperors.
- Calcio Triplo (Triple Boost, トリプルブースト?, Toripuru būsuto):

Un tiro potentissimo ottenuto unendo la forza di Nathan, Sam e Tod, usato quando i tre giocavano nei Dark Emperors. Tod tira la palla verso Sam, che la calcia nuovamente verso Nathan che la calcia a sua volta, infuocandola e mandandola in porta.
- Fenice Oscura (Dark Phoenix, ダークフェニックス?, Dāku fenikkusu):

Versione oscura del Volo della Fenice ed è la tecnica più potente dei Dark Emperors. Nathan, Kevin e Max calciano all'unisono la palla generando a sua volta una fenice nera-viola, dopodiché i tre saltano e colpiscono la palla con una rovesciata.
- Turbine Supremo (Fūjin no Mai, 風神の舞? lett. "Danza del dio del vento"):

Evoluzione dello Scatto Repentino. È la sua tecnica di dribbling migliore. È ottenuta con un rapidissimo movimento rotatorio sull'avversario per rubargli la palla o dribblarlo scatenando una tempesta. Nella partita contro i Piccoli Giganti, Nathan evolverà la tecnica nel Turbine Supremo Evoluzione 1.
- Turbina Volante (Tatsumaki Otoshi, 竜巻落とし? lett. "Trampolino del Tornado"):

Eseguita in coppia con Jack, utilizzando i suoi piedi come trampolino, facendo un salto altissimo, per poi colpire il pallone con una fortissima rovesciata.
- Grande Vortice (The Hurricane, ザ・ハリケーン?, Za harikēn):

Usata con Shawn. Nathan corre e viene circondato dal vento mentre Shawn fa girare la palla su sé stessa e l'avvolge in una bufera di neve, la palla viene calciata con il piede destro da Nathan con la forza e la velocità dell'uragano ed il ghiaccio che ricopriva la palla si rompe.
- Parabola Micidiale (Banana Shoot, バナナシュート?, Banana shūto):

Non è una vera e propria tecnica micidiale. Viene usata nella partita contro i Leoni del Deserto dal calcio d'angolo. Nathan da effetto al pallone tirandolo con una traiettoria a parabola. Il nome della tecnica è stato dato da Camelia (con grande disappunto di Willy).
- Pinguino Imperatore N.2 (Kōtei Penguin Nigō, 皇帝ペンギン2号?, Kōtei pengin nigō):

Tecnica originaria della Royal Academy, eseguita con Jude e Caleb nel film Gekijōban Inazuma Eleven GO - Kyūkyoku no kizuna Gryphon. Nathan e Caleb scattano in avanti e Jude fischia facendo sbucare dal terreno cinque pinguini imperatori e poi calcia la palla; i pinguini seguono la palla volando verso Nathan e Caleb che calciano la palla insieme scatenando la vera potenza del tiro e lanciando la palla verso la porta con velocità straordinaria.
- Giungla Profonda (Deep Jungle, ディープジャングル?, Dīpu janguru):

Usata nella Inazuma Legend Japan in combinazione con David e Jack. Nathan, David e Jack girano intorno all'avversario con delle liane facendo apparire una foresta, colpendo l'avversario, facendolo sbalzare via e facendogli perdere la palla, che finisce a David. Può essere usata anche per fermare i tiri.
- Volo della Fenice (The Phoenix, フェニックス?, Za fenikkusu):

Tecnica di tiro usata in Inazuma Eleven Reloaded insieme a Bobby e Erik. I tre calciano la palla come nella Fenice Oscura, dalla quale si sprigiona del fuoco che prende la forma di una fenice, quindi i tre la calciano insieme: Bobby e Nathan al volo ed Erik in mezza rovesciata.
- Uragano Multiplo (スピニングフェンス?, Supiningu Fensu):

Tecnica di difesa usata in Inazuma Eleven Orion. Nathan crea quattro copie di sé, che insieme all'originale ruotano su se stessi, generando cinque turbini di vento che si uniscono poi insieme in uno più grande che blocca l'avversario, permettendo a Nathan di prendergli la palla.
- Pinguino Imperatore N.2 con Squalo (皇帝ペンギン2号 feat. シャーク?, Kōtei pengin nigō fīcharingu Shāku):

Tecnica originaria della Royal Academy, eseguita con Acker Reese e Elliot Ember in Inazuma Eleven Orion. È la fusione del Pinguino Imperatore N.2 e dello Squalo Profondo. Acker e Elliot scattano in avanti e Nathan fischia facendo sbucare dal terreno cinque pinguini imperatori e poi calcia la palla; i pinguini seguono la palla volando verso Acker e Elliot che calciano insieme la palla, avvolta da un'aura viola scura, spedendola verso la porta, mentre assieme ad un enorme pinguino dorato appare un enorme squalo violaceo ed entrambi si dirigono in porta.

### Jack Wallside
Jack Wallside, nome originale Heigorō Kabeyama (壁山 塀吾郎?, Kabeyama Heigorō), difensore della Raimon e dell'Inazuma Japan, numero 3
Doppiato in giapponese da Megumi Tano e in italiano da? (primo gioco), Mirko Cannella (anime), Lorenzo Campani (secondo gioco), Marco Benedetti (film) e? (Inazuma Eleven Strikers)
Molto robusto e fifone, ma uno dei migliori nel reparto difensivo. Nelle prime partite aveva molta paura di giocare tanto che scappava in bagno per nascondersi. È stato uno dei primi ad unirsi alla squadra, e oltre a Mark è stato l'unico a giocare tutte le partite con la Raimon. Sarà poi difensore numero 3 della "Nuova" Raimon. Nel film Gekijōban Inazuma Eleven GO - Kyūkyoku no kizuna Gryphon gioca per poco tempo nella Raimon con la maglia numero 23. Da adulto, nel gioco Inazuma Eleven GO Chrono Stones e nel film Gekijōban Inazuma Eleven GO vs Danball senki W, gioca nella Inazuma Legend Japan. In Inazuma Eleven Ares, dopo la sconfitta contro il Barcelona Orb, viene inviato al Liceo Bastioni, dove viene soprannominato (心優しき巨人). Kabe (壁?) in giapponese, così come wall in inglese, significa "muro", mentre yama (山?) significa "montagna". Le sue tecniche sono:
- Muro di Roccia (The Wall, ザ・ウォール?, Za wōru):

Come dice il nome, Jack crea un muro gigante fatto di roccia che blocca gli avversari, ma può essere usato anche per bloccare tiri. Tuttavia si rompe quasi sempre, essendo abbastanza fragile. 
- Montagna di Roccia (The Mountain, ザ・マウンテン?, Za maunten):

Jack salta e quando tocca terra, appare una montagna gigantesca alle sue spalle. Nella partita tra la Raimon originale e la "nuova" Raimon la tecnica verrà evoluta fino alla Montagna di Roccia Livello 3.
- Turbina Volante (Tatsumaki Otoshi, 竜巻落とし? lett. "Trampolino del tornado"):

Questa tecnica è eseguita con Nathan. Jack salta e diventa un trampolino umano su cui Nathan può saltare e scaraventare un tiro violentissimo in porta.
- Trampolino Inazuma (Inazuma Otoshi, イナズマおとし? lett. "Trampolino del lampo"):

Usata in coppia con Axel. Jack e Axel saltano l'uno contro l'altro e Axel, saltando sulla pancia di Jack, esegue una rovesciata.
- Doppio Trampolino Inazuma (Inazuma Ichigō Otoshi, イナズマ1号落とし? lett. "Trampolino del Lampo nº1"):

È eseguita da Jack, Axel e Mark e permette alla Raimon di battere la Royal Academy nella finale del campionato regionale, sbriciolando la Super Barriera di Forza di Joseph King. Jack salta, Mark e Axel lo usano come trampolino per arrivare ancora più in alto ed infine eseguono il Doppio Fulmine Inazuma colpendo con potenza la palla che, avvolta da grandi scariche elettriche, va in porta.
- Difesa Tripla (Triple Defense, トリプルディフェンス?, Toripuru difensu):

Usata con Mark e Tod. Nel primo gioco è la tecnica di parata più forte di Mark. Nell'anime non viene mai detto il suo nome, ma compare per la prima volta nell'incontro contro la Kirkwood, quando Mark viene aiutato da Jack e Tod per bloccare il potente Triangolo Z dei fratelli Murdock, usata insieme alla Mano di Luce. Jack e Tod balzano dietro a Mark e lo aiutano a non essere spinto all'indietro dalla palla.
- Diga di Roccia (Rock Wall Dam, ロックウォールダム?, Rokku wōru damu):

Tecnica di difesa in combinazione con Mark. Jack usa il Muro di Roccia e Mark crea due Mani di Luce per espandere la roccia creata da Jack per bloccare o il giocatore oppure i tiri. Jack usa la tecnica solo nel secondo e terzo gioco.
- Giungla Profonda (Deep Jungle, ディープジャングル?, Dīpu janguru):

Usata nella Inazuma Legend Japan in combinazione con Nathan e David. Nathan, David e Jack girano intorno all'avversario con delle liane facendo apparire una foresta, colpendo l'avversario, facendolo sbalzare via e facendogli perdere la palla, che finisce a David. Può essere usata anche per fermare i tiri.

### Hurley Kane
Hurley Kane, nome originale Jōsuke Tsunami (綱海 条介?, Tsunami Jōsuke), difensore della Mary Times Memorial, poi della Raimon e dell'Inazuma Japan, numero 4

Doppiato in giapponese da Shūhei Sakaguchi e in italiano da Michele Bettali (secondo gioco), Paolo Vivio (anime), Ruggero Andreozzi (terzo gioco) e? Inazuma Eleven Strikers)

È un ragazzo eccentrico, esperto surfista, che conosce la Raimon ad Okinawa, quando era alla ricerca del "Bomber di fuoco". Fa parte della squadra più forte di Okinawa, la Mary Times Memorial, una squadra formata anch'essa da ragazzi di mare eccentrici (incluso l'allenatore), diventandone presto il capitano. Nella partita contro la Raimon dimostra di avere un buon controllo di palla, anche se inizialmente non riesce a dribblare e contrastare gli avversari. Decide di entrare a far parte della Raimon poco prima della terza partita contro la Epsilon. Da adulto, nel gioco Inazuma Eleven GO Chrono Stones e nel film Gekijōban Inazuma Eleven GO vs Danball senki W, gioca nella Inazuma Legend Japan. Da notare che il nome europeo assomiglia a hurricane (in inglese "uragano"). Le sue tecniche sono:
- Onda Inarrestabile (Tsunami Boost, ツナミブースト?, Tsunami būsuto):

Il tiro di Hurley. Hurley evoca un'onda e usa il pallone come tavola da surf, poi, quando arriva alla sommità dell'onda, calcia il pallone in rovesciata.
- Torre Gigante (Perfect Tower, パーフェクトタワー?, Pāfekuto tawā):

Tecnica sviluppata insieme a Victoria e Scott. Victoria evoca una torre esagonale mentre Hurley e Scott ci saltano sopra per poi scendere in picchiata a bloccare il tiro o il giocatore. Nella partita tra la Raimon Eleven originale e la Nuova Raimon, Scott, Victoria e Hurley la evolveranno nella Torre Gigante Potenza 2.
- Il Tifone (The Typhoon, ザ・タイフーン?, Za taifūn):

Tecnica sviluppata contro i Big Waves. Può essere considerata un'evoluzione dell'Onda Inarrestabile. Hurley evoca un'onda immensa e comincia a surfare col pallone, poi imprime al pallone una rotazione generando un tifone. Con questa tecnica l'Inazuma Japan segnerà il primo goal nel FFI. Nella partita tra Raimon Eleven originale e la "nuova" Raimon, Hurley la evolverà ne Il Tifone Livello 3.
- Flusso d'Acqua (The Tube, ザ･チューブ?, Za chūbu):

Tecnica usata contro L'Unicorno in un tiro da calcio d'angolo. Hurley calcia e il pallone viene travolto da un'onda che lo ingloba e lo manda direttamente in porta.
- Tsunami Siderale (Spark Wave, スパークルウェイブ?, Supākuru weibu):

Usata nella Inazuma Legend Japan. Hurley trasforma la palla in una tavola da surf e cavalca una scia luminosa che sembra elettricità, poi spinge in avanti la "tavola" che torna ad essere un pallone luminoso seguito dalla scia elettrica.

### Tod Ironside
Tod Ironside, nome originale Teppei Kurimatsu (栗松 鉄平?, Kurimatsu Teppei), difensore della Raimon e dell'Inazuma Japan, numero 5

Doppiato in giapponese da Urara Takano (primo gioco) e Miho Hino (tutto il resto) e in italiano da Cinzia Massironi (primo gioco e film), Paola Majano (anime), Renato Novara (secondo gioco e terzo gioco), ? (Inazuma Eleven Strikers)

Ha dentoni da castoro e una testa a forma di castagna, è allegro, solare ma anche molto sensibile e un po' fifone. È abilissimo nei dribbling ed è stabile nella zona di difesa. Impaurito dalla forza micidiale della Genesis, lasciò la Raimon poco dopo l'addio di Nathan alla squadra. Si scoprirà che si è unito alla squadra degli esclusi, i Dark Emperors, per poi tornare normale. Viene selezionato per la nazionale giapponese dove gioca in tutte le partite del girone asiatico e in due del FFI. Con il ritorno di Shawn nella squadra, la sua presenza risulta eccessiva, così l'allenatore decide di allontanarlo dalla squadra. Si scoprirà a causa di un infortunio alla caviglia durante la partita contro L'Impero. Alla fine della serie, quando Mark si diplomerà, diventerà il capitano e difensore della "Nuova" Raimon con il numero 5. Le sue tecniche sono:
- Difesa Tripla (Triple Defense, トリプルディフェンス?, Toripuru difensu):

Usata con Mark e Jack. Nel primo gioco è la tecnica di parata più forte di Mark. Nell'anime non viene mai detto il suo nome, ma compare per la prima volta nell'incontro contro la Kirkwood, quando Mark viene aiutato da Jack e Tod per bloccare il potente Triangolo Z dei fratelli Murdock, usata insieme alla Mano di Luce. Jack e Tod balzano dietro a Mark e lo aiutano a non essere spinto all'indietro dalla palla.
- Scatto Bruciante (Dash Accel, ダッシュアクセル?, Dasshu akuseru):

Tecnica sviluppata nella partita contro la Fauxshore. Tod scatta rapidamente con la palla al piede, evitando così tutti gli avversari che incontra.
- Illusion Dribbling (Maboroshi Dribble, まぼろしドリブル?, Maboroshi doriburu):

Tecnica imparata nel corso del girone di qualificazione asiatico. Tod si sdoppia, evitando quindi l'avversario con la palla al piede.
- Calcio Triplo (Triple Boost, トリプルブースト?, Toripuru būsuto):

Un tiro potentissimo ottenuto unendo la forza di Tod, Nathan e Sam, usato quando i tre giocavano nei Dark Emperors. Tod tira la palla verso Sam, che la calcia nuovamente verso Nathan che la calcia a sua volta, infuocandola e mandandola in porta.
- Taglio Roteante (Spinning Cut, スピニングカット?, Supiningu katto):

Sviluppato nella partita tra la Raimon Eleven originale e la Nuova Raimon. La tecnica è stata usata per la prima volta da Malcolm Night della Kirkwood. Tod fende il terreno con la gamba destra e genera uno strato di energia azzurro simile a magma che va a colpire il tiro o il giocatore, impedendogli di proseguire.

### Scott Banyan
Scott Banyan, nome originale Yūya Kogure (木暮 夕弥?, Kogure Yūya), difensore della Cloister Divinity col numero 12, poi della Raimon e dell'Inazuma Japan col numero 6

Doppiato in giapponese da Nami Miyahara e in italiano da Renato Novara (tutti i giochi), Barbara Pitotti (anime Inazuma Eleven) ed Ernesto Mendace (anime Inazuma Eleven GO)

Ragazzino molto dispettoso, è il più piccolo del gruppo ed ha circa 10 anni. Quando era molto piccolo, sua madre lo aveva abbandonato ed è per questo che non si fida mai di nessuno e pensa che tutti lo prendano di mira. Per questo compie scherzetti che nessuno sopporta (la sua "vittima" preferita è Celia, che si arrabbia molto facilmente con lui). Fa parte delle riserve della Cloister Divinity School. L'allenatore della Cloister lo costringeva a fare le pulizie nella speranza che quel duro lavoro gli facesse rinforzare il carattere e quindi convincerlo a non fare più scherzi, ma invano. Poi si è unito alla Raimon proprio per fare uno scherzo alla Cloister. Diventerà il capitano della Cloister. Nel gioco ha anche un alter ego. Nella serie Inazuma Eleven GO è il capitano della squadra dilettantistica allenata da Silvia Woods, l'Età dell'Oro. Le sue tecniche sono:
- Turbina Rotante (Senpūjin, 旋風陣? lett. "Campo di battaglia del vortice"):

Tecnica sviluppata contro la Epsilon. Mentre sta cadendo su Jack gira su sé stesso creando un tornado che intercetta il pallone. Può essere usata anche per bloccare i tiri. Nella partita tra Raimon Eleven originale e la Nuova Raimon, Scott evolverà la tecnica nella Turbina Rotante Potenza 2. Nel doppiaggio italiano dell'anime, solo nell'ultimo episodio Scott chiama la tecnica Forza del Vortice.
- Torre Gigante (Perfect Tower, パーフェクトタワー?, Pāfekuto tawā):

Tecnica sviluppata insieme a Victoria e Hurley. Victoria evoca una torre esagonale mentre Hurley e Scott ci saltano sopra per poi scendere in picchiata a bloccare il tiro o il giocatore. Nella partita tra la Raimon Eleven originale e la Nuova Raimon, Scott, Victoria e Hurley la evolveranno nella Torre Gigante Potenza 2.
- Colpo del Kung Fu (Kung Fu Head, クンフーヘッド?, Kunfū heddo):

Tecnica d'attacco usata solo nel gioco. Scott colpisce la palla con tecniche marziali e poi, con una testata, la scaraventa in porta.

### Archer Hawkins
Archer Hawkins, nome originale Seiya Tobitaka (飛鷹 征矢?, Tobitaka Seiya), difensore-centrocampista, numero 7

Doppiato in giapponese da Nobuya Mine e in italiano da Emiliano Coltorti (anime e terzo gioco), Mattia Bressan (film), Simone Lupinacci (Inazuma Eleven Strikers) e? (anime Inazuma Eleven GO)

Ragazzo molto taciturno e all'apparenza scontroso, ma con un buon cuore, in passato aveva avuto a che fare con una banda di gangster; Seymour lo salvò mentre era coinvolto in una rissa tra "colleghi" e riconosce la potenza della sua gamba; riesce a convincerlo che potrebbe usarla per il calcio, invece che per fare a botte. Nonostante questa sua scelta, i suoi vecchi compagni lo sostengono e continuano a considerarlo il loro eroe; per Archer essi abbandonano infatti il mondo della violenza, lasciando il posto ad un nuovo gangster, molto duro e malvagio. Archer entra a far parte dell'Inazuma Japan ancora insicuro e diffidente, adoperando un pettine per scaricare la tensione. Nel film L'attacco della squadra più forte - Gli Ogre Archer gioca nella Raimon con la maglia numero 7, portato dal futuro da parte di Canon Evans. Apparirà anche in Inazuma Eleven GO come proprietario del ristorante cinese appartenuto a Seymour Hillman. L'unica ma molto utile ed efficace tecnica di Archer è:
- Attacco Volante (Shinkūma, 真空魔? lett. "Demone di vuoto"):

Archer salta e sferza un calcio in aria, formando uno "squarcio oscuro" nell'aria che "succhia" la palla. Questa tecnica può rubare palla agli avversari o bloccare tiri e, come il Martello del Colosso, è stata sviluppata in extremis per bloccare il Grande Caos dei Fire Dragon. Nella partita contro il Regno lo evolverà nell'Attacco Volante Livello 2 e contro i Piccoli Giganti arriverà all'Attacco Volante Livello 3. Nell'evoluzione usata nel film L'attacco della squadra più forte - Gli Ogre Archer sferza due calci a mezz'aria creando uno squarcio oscuro molto grande e quindi bloccando la palla.

### Caleb Stonewall
Caleb Stonewall, nome originale Akio Fudō (不動 明王?, Fudō Akio), centrocampista dell'Absolute Royal Academy col numero 10 e dell'Inazuma Japan col numero 8

Doppiato in giapponese da Yūki Kaji e in italiano da Renato Novara (secondo gioco), Paolo De Santis (terzo gioco), Daniele Giuliani (anime ep 37-38), George Castiglia (anime ep 68-127) e? (Inazuma Eleven Strikers)

Prima di unirsi alla squadra, giocava come centrocampista nell'Absolute Royal Academy agli ordini di Dark. Tipo sicuro di sé e arrogante, un tempo era un ragazzaccio malvagio e determinato a vincere ogni incontro a tutti i costi, ma nella partita contro i Fire Dragon si scoprirà la sua storia di ragazzo difficile. Suo padre fu licenziato, e sua madre gli ordinò di non farsi mai sottomettere dagli altri e di cercare sempre il massimo potere. Per questo si era unito a Dark ed era posseduto dalla Pietra di Alius, anche se questo è stato lasciato in sospeso nell'anime (si vede solo una brevissima scena in cui Caleb porta un frammento della pietra al collo). Seymour lo ha scelto come centrocampista dell'Inazuma Japan in quanto riconosce che il ragazzo ha grandi capacità di gioco. Il suo carattere, all'inizio arrogante e presuntuoso, cambierà radicalmente nel corso del torneo. All'inizio prova invidia nei confronti di Jude, visto che Travis lo considera un grande regista. Proprio per questo passerà la maggior parte del torneo in panchina, entrando solo nel secondo tempo. Successivamente lui e Jude diventeranno amici. Tutte le tecniche sono in combinazione con Jude Sharp tranne la Scia Tripla, incompleta. Nel film Gekijōban Inazuma Eleven GO - Kyūkyoku no kizuna Gryphon gioca per poco tempo nella Raimon con la maglia numero 28. Da adulto, nel gioco Inazuma Eleven GO Chrono Stones e nel film Gekijōban Inazuma Eleven GO vs Danball senki W, gioca nella Inazuma Legend Japan. In Inazuma Eleven GO Galaxy allena la Resistance Japan. In Inazuma Eleven Ares, fa parte della Royal Academy, ed e soprannominato "The Rebellious Lonewolf" (孤高の反逆児?). Usa le tecniche:
- Pinguino Imperatore N.3 (Kōtei Penguin San-gō, 皇帝ペンギン3号?, Kōtei pengin san-gō):

Usata con David e Jude. I tre saltano mentre Jude evoca i pinguini, che cominciano a ruotare attorno alla palla assieme a Jude, David e Caleb che danno energia alla palla e la colpiscono insieme col tallone mandandola verso la porta. Questa è l'evoluzione del Pinguino Imperatore N.2 ed è anche il Pinguino Imperatore più potente mai creato. Viene evoluto nel Pinguino Imperatore N.3 Grado 2 durante la partita di allenamento con l'Orfeo e nel Pinguino Imperatore N.3 Grado 3 nella partita contro i Piccoli Giganti.
- Campo di Forza (nome nell'anime) / Campo Micidiale (nome nel videogioco Inazuma Eleven Strikers) (Killer Fields, キラーフィールド?, Kirā fīrudo):

Usato con Jude. Un accenno di questa tecnica è avvenuto nella partita tra Absolute Royal Academy e Raimon quando Jude e Caleb si scontrano a centrocampo. Jude e Caleb colpiscono nello stesso tempo la palla a mezz'aria generando una spirale viola che spazza via gli avversari.
- Scia Tripla (Jet Stream, ジェットストリーム?, Jetto sutorīmu):

Caleb aveva provato a realizzare la Scia Tripla con Axel e Austin senza riuscirci. Durante la finale Mark, Axel e Austin hanno perfezionato la tecnica segnando il gol decisivo. Caleb, Axel ed Austin si fermano per alcuni istanti attorno alla palla, dopodiché iniziano a girarle attorno generando un ciclone che la energizza: tuttavia, quando i tre la calciano assieme verso la porta, il tiro perde tutta la potenza acquisita.
- Scivolata Micidiale (Killer Slide, キラースライド?, Kirā suraido):

Stonewall usa questa tecnica solo nel gioco. Egli scivola verso l'avversario muovendo molto velocemente i piedi per togliere la palla. È la principale tecnica di difesa della Royal Academy.
- Calcio Stordente 2 (Judge Through 2, ジャッジスルー2?, Jajji surū tsū):

Tecnica eseguita nel secondo videogioco nell'Absolute Royal Academy. Caleb tira il pallone verso l'avversario, poi esegue una serie di calci facendolo stordire, tuttavia questa tecnica può provocare fallo.
- Pinguino Imperatore N.2 (Kōtei Penguin Nigō, 皇帝ペンギン2号?, Kōtei pengin nigō):

Tecnica originaria della Royal Academy, eseguita con Jude e Nathan nel film Gekijōban Inazuma Eleven GO - Kyūkyoku no kizuna Gryphon. Nathan e Caleb scattano in avanti e Jude fischia facendo sbucare dal terreno cinque pinguini imperatori blu e poi calcia la palla; i pinguini seguono la palla volando verso Nathan e Caleb che calciano la palla insieme scatenando la vera potenza del tiro e lanciando la palla verso la porta con velocità straordinaria. Nel film Inazuma Eleven - Chō jigen dream match la tecnica è usata anche in combinazione con Bash Lancer e Bailong; Bash e Bailong scattano in avanti, quindi Caleb fischia, facendo sbucare dal terreno cinque pinguini imperatori blu, e calcia la palla, che va verso Bash e Bailong seguita dai pinguini; i due calciano insieme la palla e la spediscono in porta, sempre seguita dai pinguini. In Inazuma Eleven Ares no Tenbin, la tecnica, oltre ad avere un'esecuzione diversa, e usata in combinazione con David e Daniel Hatch: David fischia e chiama i pinguini, dopodiché tira la palla in aria, e Caleb e Daniel la tirano insieme in porta, ed essa e seguita dai pinguini che si uniscono insieme in un gigantesco pinguino azzurro e giallo.
- Calcio Gemello (Twin Boost, ツインブースト?, Tsuin būsuto):

Usata in coppia con David in Inazuma Eleven Ares. David calcia in aria la palla, dopodiché salta insieme a Caleb, e i due la colpiscono con i piedi, caricandola di energia, per poi spedirla in porta.
- Circo Massimo (Maximum Circus, マキシマムサーカス?, Makishimamu Sākasu):

Tecnica di tiro usata in Inazuma Eleven Orion no Kokuin. Caleb alza la palla, e dopo un gesto con la mano destra, essa si divide in cinque palloni, che ruotano in cerchio e si caricano di energia; Caleb quindi ne tira uno ed esso si unisce insieme agli altri, riformando la palla originale che si dirige poi in porta.
- Zona Micidiale Distruttrice (Death Crusher Zone, デスクラッシャーゾーン?, Desu Kurasshā Zōn):

Tecnica di tiro override usata in Inazuma Eleven Orion no Kokuin in combinazione con Jude e Elliot Ember. Valentin Eisner esegue prima la sua tecnica Koori no Yari, e i tre poi ruotano in aria mentre si trovano in posizione triangolare, lasciando dietro di sé triangoli viola e poi calciano la palla in porta, cambiando il colore del ghiaccio che ricopre la palla in viola.
- Pinguino Imperatore N.2 con Squalo (皇帝ペンギン2号 feat. シャーク?, Kōtei pengin nigō fīcharingu Shāku):

Tecnica di tiro eseguita con Jude e Elliot Ember nella Inazuma Japan in Inazuma Eleven Orion no Kokuin. Elliot ed Caleb scattano mentre Jude fischia e fa sbucare dal terreno cinque pinguini imperatori per poi calciare la palla in aria, seguita dai pinguini; Caleb ed Elliot quindi si avvolgono di un'aura acquea viola scuro e poi tirano il pallone verso il suolo incanalando l'aura nella palla, che si schianta al suolo ed emerge trasformata in un grosso squalo viola scuro, mentre dietro di questo i pinguini si trasformano in un gigantesco pinguino di energia azzurro e giallo che vola verso la porta assieme allo squalo.

### Shawn Froste
Shawn Froste, nome originale Shirō Fubuki (吹雪 士郎?, Fubuki Shirō), attaccante e difensore della Alpine della Raimon e dell'Inazuma Japan, numero 9.
Una curiosità su Shawn è che ha "2 cognomi" cioè si può chiamare sia Frost sia Froste, non cambia niente.

Doppiato in giapponese da Mamoru Miyano e Fumiko Orikasa (voce da bambino) e in italiano da Ruggero Andreozzi (secondo gioco), Flavio Aquilone (anime Inazuma Eleven), Davide Albano (terzo gioco), ? (Inazuma Eleven Strikers), Alessandro Rigotti (anime Inazuma Eleven GO e film) e Simone Lucchelli (Inazuma Eleven Ares)

È un ragazzo di tredici anni dal carattere pacato, gentile e sensibile che, prima di unirsi alla Raimon, era il capitano della Alpine, una squadra della regione di Hokkaidō. È apparso per la prima volta nell'episodio 32, Alla ricerca del leggendario centravanti, che è proprio Shawn. È chiamato "Il Lupo dei Ghiacci". La Raimon fu attratta da questo giocatore non solo perché in una partita aveva segnato ben 10 goal, ma anche perché nella sua regione andava a caccia di orsi (fatto insolito per un ragazzo di 13 anni). Ma Shawn non è bravo solo nel calcio: sa praticare benissimo anche lo sci, lo snowboard, il bob e il pattinaggio, i suoi sport preferiti. È molto veloce grazie ai suoi allenamenti sullo snowboard, infatti con esso è diventato "veloce come il vento", cioè tanto veloce da sentire il vento mentre corre. Questo allenamento lo sottoporrà poi anche ai compagni di squadra della Raimon, migliorando le loro abilità, anche se non raggiungeranno minimamente il suo livello di abilità. Proprio grazie a questo allenamento, la Raimon riuscirà a sconfiggere la Gemini Storm. Durante questa partita, infatti, Frost sarà il protagonista, riuscendo a fermare tutti gli attacchi degli avversari, segnando lui stesso un gol. La caratteristica che lo rende unico è il fatto di avere due personalità. La sua seconda personalità è lo spirito di Aiden, suo fratello, scomparso in un incidente avvenuto quando erano bambini durante un viaggio in auto con i genitori: lui e la sua famiglia, infatti, sono stati travolti da una valanga. Da allora Shawn sente lo spirito di suo fratello Aiden dentro di sé, convivendo con lui una sorta di sdoppiamento della personalità, cosa che si rivela frustrante nelle partite con Epsilon e Genesis, finché nella seconda partita contro quest'ultima raggiunge l'equilibrio ideale tra le due personalità. Inoltre, ovunque si reca insieme alla Raimon, ci sono sempre delle ragazze che vogliono parlare e uscire con lui, perché è considerato bello. Ha usato il suo aspetto come mezzo per ottenere informazioni nella seconda stagione: un esempio è quando la squadra viaggiava alla Cloister Divinity nell'episodio 33. Nel film L'attacco della squadra più forte - Gli Ogre Shawn gioca nella Raimon con la maglia numero 11, portato dal futuro da parte di Canon Evans. Apparirà anche in Inazuma Eleven GO come ex allenatore della Alpine. Appare inoltre nel film Gekijōban Inazuma Eleven GO - Kyūkyoku no kizuna Gryphon dove gioca per poco tempo nella Raimon con la maglia numero 29. Da adulto, nel gioco Inazuma Eleven GO Chrono Stones e nel film Gekijōban Inazuma Eleven GO vs Danball senki W, gioca nella Inazuma Legend Japan. Insieme a Xavier Foster, è il giocatore che è apparso con più pettinature: due quando condivideva in sé lo spirito del fratello, una quando le due personalità si fondono ed una quando era bambino. In Inazuma Eleven Ares no Tenbin, suo fratello Aiden e ancora vivo, quindi non soffre del problema della doppia personalità, e gioca solamente come attaccante. In questa serie è soprannominato "Prince of the Snow Field" (雪原のプリンス?). Il nome Fubuki (吹雪?) significa "tempesta di neve", mentre Shiro (白?) significa "bianco", ma il nome, a differenza del colore, si pronuncia con l'ultima "o" allungata, ed è scritto con ideogrammi diversi. Usa le tecniche:
- Tormenta Glaciale (Eternal Blizzard, エターナルブリザード?, Etānaru burizādo, lett. "Glaciazione eterna"):

In origine, il tiro di Aiden. Shawn fa girare la palla che si ricopre di ghiaccio; Shawn compie due piroette e tira ed il colpo che ne scaturisce è potentissimo. Viene evoluta nella Tormenta Glaciale Livello 3 durante la seconda partita con la Epsilon.
- Difesa di Ghiaccio (Ice Ground, アイスグランド?, Aisu gurando, lett. "Barriera di ghiaccio"):

Tecnica di Shawn. Shawn compie una piroetta e, sbattendo il piede al suolo, si alza un piccolo iceberg che imprigiona l'avversario a cui viene tolta la palla. Si evolverà nella Lastra di Ghiaccio.
- Richiamo del Lupo (Wolf Legend, ウルフレジェンド?, Urufu rejendo, lett. "Leggenda del lupo"):

Imparato nella partita contro la Genesis. Shawn, dopo aver trovato un equilibrio tra le due personalità, tira il pallone che viene tagliato dagli artigli di un lupo; dopodiché, la palla diventa rossa e, mentre Shawn urla come un lupo, la palla schizza verso la porta. La sua evoluzione, che si vede nel film L'attacco della squadra più forte - Gli Ogre, è la tecnica più potente appresa da Shawn: il pallone non e più rosso ma giallo e il lupo diventa dagli occhi rossi come il pallone dopo essere stato calciato.
- Lastra di Ghiaccio (Snow Angel, スノーエンジェル?, Sunō enjeru, lett. "Angelo delle nevi"):

Evoluzione della Difesa di Ghiaccio; Shawn evoca una tormenta di neve a mezz'aria e i giocatori rimangono ghiacciati. Questa tecnica è più efficace della Difesa di Ghiaccio e, a sua differenza, può bloccare più di un giocatore. Si evolve nella Lastra di Ghiaccio Potenza 2, durante la partita contro i Piccoli Giganti.
- Drago Glaciale (Wyvern Blizzard, ワイバーンブリザード?, Waibān burizādo):

Usata in combinazione al Drago Alato di Kevin. Kevin usa il Drago Alato passando la palla a Shawn che la colpisce con la Tormenta Glaciale potenziando il tiro stesso.
- Energia della Terra (The Earth, ヅ・アース?, Ji āsu):

Tecnica utilizzata da Axel, Shawn e Mark, durante la seconda partita contro la Genesis. Undici giocatori si passano il pallone imprimendogli l'energia che deriva dall'amicizia, poi Mark, Axel e Shawn stabilizzano il potere accumulato. A questo punto saltano insieme, mentre attorno alla palla si forma un "pianeta" di energia. Mark, Axel e Shawn colpiscono la palla buttandosi su di essa come un asteroide, facendo in modo che l'energia formatasi si riversi nella palla, che schizza alla velocità della luce e con immane potenza in porta. È considerata la tecnica più potente di tutto il mondo. Axel, Mark e Shawn usano questa tecnica durante lo scontro finale contro l'Alius Academy, dove nessun giocatore della Genesis riesce a fermarla.
- Grande Vortice (The Hurricane, ザ・ハリケーン?, Za harikēn):

Usata con Nathan. Nathan corre e viene circondato dal vento mentre Shawn fa girare la palla su sé stessa e l'avvolge in una bufera di neve, la palla viene calciata con ambedue i piedi da Nathan con la forza e la velocità dell'uragano ed il ghiaccio che ricopriva la palla si rompe. Quando Shawn calcia il pallone ricorda la Tormenta Glaciale.
- Fuoco Incrociato (Cross Fire, クロスファイア?, Kurosu faia):

Tecnica potentissima usata con Axel. Axel e Shawn corrono circondati da un'aura che ricorda il fuoco in Axel ed il ghiaccio in Shawn. Quando arrivano alla palla, le aure si incanalano nel pallone e, girandosi, Axel e Shawn lo calciano insieme; la palla durante il tiro è seguita da tre scie rosso-fuoco e da altre tre azzurro-ghiaccio. Considerando i movimenti del Fuoco Incrociato di Axel e Shawn si può pensare ad una forma molto evoluta del Doppio Fulmine Inazuma di Axel e Mark. Nella partita contro la Dark Star si evolve nel Fuoco Incrociato Evoluzione 1.
- Tuono del Lupo (Thunder Beast, サンダービースト?, Sandā bīsuto):

Usata con Thor durante la partita contro i Fire Dragon. Mentre Thor sta per tirare, il pallone si carica di fulmini e, dopo che viene tirato, Shawn lo raggiunge colpendolo e facendo colorare la palla di azzurro, mentre alle sue spalle appare un lupo dalle fauci spalancate. Contro Il Regno si evolve nel Tuono del Lupo Evoluzione 1.
- Aurora (The Birth, ザ･バース?, Za bāsu):

Usata in combinazione con Xavier. Xavier e Shawn si caricano, rispettivamente, di energia rossa ed energia blu, e quando il pallone si alza, lo seguono andando a formare la doppia elica del DNA che va a ricoprire ed energizzare il pallone, che viene poi calciato da entrambi i giocatori.
- Grande Fuoco (Big Bang, ビッグバン?, Biggu ban):

Tecnica sviluppata contro i Piccoli Giganti per realizzare il pareggio del 2-2. Usata con Jude e Xavier. Jude e Shawn saltano, e nel contempo Xavier tira la palla che si ferma a mezz'aria ed accumula energia cosmica. Subito dopo, Shawn crossa per Jude, che con una tallonata rimanda la palla verso il basso. La palla si ferma ed esplode di energia, dopodiché Shawn, Xavier e Jude la colpiscono contemporaneamente, liberando un'energia gigantesca, che accompagna la palla in porta.
- Pinguino Imperatore N.2 (Kōtei Penguin Nigō, 皇帝ペンギン2号?, Kōtei pengin nigō):

Tecnica eseguita da Jude, Erik e Axel, che può essere sostituito da Kevin o Shawn. Originaria della Royal Academy, era stata usata da Jude per battere la Mano di Luce. Erik e Shawn scattano in avanti e Jude fischia facendo sbucare dal terreno cinque pinguini imperatori e poi calcia la palla; i pinguini seguono la palla volando verso Erik e Shawn che calciano la palla insieme scatenando la vera potenza del tiro e lanciando la palla verso la porta con velocità straordinaria.
- Zona Micidiale Finale (Last Death Zone, ラスト･デスゾーン?, Rasuto desu zōn):

Usata nella Inazuma Legend Japan in combinazione con Kevin e Xavier. Shawn, Kevin e Xavier saltano e ruotano su loro stessi intorno alla palla, caricandola di energia viola e creando un triangolo viola che lascia una scia di triangoli. Dopo aver raggiunto lo spazio si fermano, saltano e colpiscono la palla, che raccoglie la scia di triangoli in uno solo attorno ad essa e li incanala, diventando un raggio viola potentissimo.
- Collaborazione Gelida (White Double Impact, ホワイトダブルインパクト?, Howaito Daburu Impakuto):

Tecnica di tiro usata in Inazuma Eleven Ares in combinazione con Aiden. Shawn passa la palla ad Aiden, il quale la colpisce con il tacco, con quest'ultima che si congela; a questo punto, i due fratelli saltano e ruotano su se stessi, venendo avvolti da turbini di ghiaccio, per poi tirare la palla contemporaneamente, spedendola in porta con grande potenza.
- Tripla Tormenta (Triple Blizzard, トリプルブリザード?, Toripuru Burizādo):

Tecnica di tiro usata in Inazuma Eleven Ares in combinazione con Aiden e Bunny Cottontail. Bunny tira la palla in aria, e i due fratelli la colpiscono contemporaneamente, creando intorno ad essa una sfera di ghiaccio, con Bunny che salta dentro essa e tira la palla, con questa che viene avvolta da un turbine di ghiaccio mentre si dirige in porta.
- Congelamento Assoluto (氷結ひょうけつのグングニル?, Hyōketsu no Gunguniru):

Tecnica di tiro usata in combinazione con Aiden in Inazuma Eleven Orion. Shawn ghiaccia l'ambiente circostante, sé stesso e il pallone (quest'ultimo in una stella ghiacciata), per poi calciarlo verso l'alto per poi mandarlo verso Aiden, il quale colpisce la palla dopo una capriola, spedendola in porta avvolta da un'aura ghiacciata e un'energia rosso-nera.

### Axel Blaze
Axel Blaze, nome originale Shūya Gōenji (豪炎寺 修也?, Gōenji Shūya), attaccante della Raimon e dell'Inazuma Japan, numero 10
Piede: Sinistro

Doppiato in giapponese da Hirofumi Nojima e in italiano da Davide Garbolino (anime Inazuma Eleven fino all'episodio 52, e Inazuma Eleven Ares secondo gioco, terzo gioco, Inazuma Eleven Strikers e film), Leonardo Graziano (anime Inazuma Eleven dall'episodio 53 all'episodio 127 e primo gioco) e Federico Zanandrea (anime Inazuma Elven GO)

Oltre ad essere l'attaccante più forte della Raimon, Axel Blaze si può anche considerare come un simbolo della squadra, dopo lo stesso Mark. È una persona forte e determinata, che prende molto seriamente il gioco del calcio. All'inizio sarà scontroso nei confronti di Mark, quando quest'ultimo vorrà farlo entrare nella Raimon, perché sua sorella minore Julia Blaze (nome originale Yūka Gōenji (豪炎寺 夕香?, Gōenji Yūka), doppiata in giapponese da Masako Jō e in italiano da? nel primo gioco, ? nell'anime Inazuma Eleven, ? nel secondo gioco e? nell'anime Inazuma Eleven GO) era in coma a causa dell'interferenza di Dark durante la finale della Kirkwood (ex-squadra di Axel), quindi aveva deciso di non giocare più a calcio. Successivamente, Nelly lo convince ad entrare nella Raimon. Thor Stoutberg è un vecchio amico della sua famiglia e nella seconda parte lo aiuta a perfezionare la Tormenta di Fuoco e a proteggerlo dagli alieni. Non ha ottimi rapporti con suo padre, poiché quest'ultimo lo voleva allontanare in maniera permanente dal calcio. Quando gioca nell'Inazuma Japan è soprannominato "bomber di fuoco". In Inazuma Eleven GO sarà il capo del Quinto Settore, ma si farà chiamare Alex Zabel (nome originale Shuuji Ishido (イシドシュウジ?, Ishido Shuuji)). Compare anche nella serie Inazuma Eleven GO Chrono Stones, prima per aiutare i protagonisti, poi per allenare l'El Dorado Team 02. Inoltre, nel gioco Inazuma Eleven GO Chrono Stones e nel film Gekijōban Inazuma Eleven GO vs Danball senki W gioca nell'Inazuma Legend Japan. Compare anche nella serie Inazuma Eleven GO Galaxy come presidente della Nihon Shōnen Sakkā Kyōkai (日本少年サッカー協会? lett. "Associazione Giapponese Calcio Giovanile") e in seguito si scopre che è a lui che è stato annunciato per la prima volta il torneo Grand Celesta Galaxy da parte dell'alieno Ozrock. In Inazuma Eleven Ares no Tenbin, dopo la sconfitta contro la Barcelona Orb, ritorna alla Kirkwood Jr. High. In questa serie, è soprannominato "Flame Striker" (炎のエースストライカー?). Usa le tecniche:
- Tornado di Fuoco (Fire Tornado, ファイアトルネード?, Faia torunēdo):

Il primo e famoso tiro di Axel. Axel crossa e si alza dal terreno con il piede seguito da una fiamma. Quando il pallone e Axel sono allineati, tira e la palla, coperta di fiamme, va dritta in porta con una potenza allucinante. Durante la partita di selezione Axel lo evolve nel Tornado di Fuoco Evoluzione 1. In Inazuma Eleven Ares l'esecuzione della tecnica cambia, poiché Axel calcia la palla al volo, anziché in rovesciata.
- Tormenta di Fuoco (Bakunetsu Storm, 爆熱ストーム?, Bakunetsu sutōmu, lett. "Tempesta esplosiva"):

Axel crossa ed evoca un'aura demoniaca color fuoco che lo alza fino al pallone, quindi tira mentre la palla diventa bianca e coperta da una fiamma. In Inazuma Eleven Ares la tecnica diventa una tecnica combinata, ovvero una tecnica che viene creata combinando due tecniche diverse, in questo caso una variante del Triangolo Z dei fratelli Murdock e il Tornado di Fuoco di Axel.
- Avvitamento Esplosivo (Bakunetsu Screw, 爆熱スクリュー?, Bakunetsu sukuryū, lett. "Avvitamento esplosivo"):

Evoluzione del Tornado di Fuoco. Axel alza la palla e viene avvolto da due anelli di fiamme, dopodiché si avvita su sé stesso fino all'altezza della palla e la palla, dopo il tiro, si avvolge in una fiamma molto grande. Nella partita contro Il Regno si evolve nell'Avvitamento Esplosivo Potenza 2. Può essere anche chiamato Avvitamento Infuocato.
- Dragon Tornado (ドラゴントルネード?, Doragon torunēdo):

Usata col Dragon Crash di Kevin, per la prima volta nella partita contro la Occult. Kevin usa il Dragon Crash alzando la palla e Axel la colpisce col Tornado di Fuoco aumentando la potenza del tiro.
- Soffio Esplosivo (Dragon Screw, ドラゴンスクリュー?, Doragon sukuryū):

Evoluzione del Dragon Tornado, con l'unica differenza delle tecniche usate per la realizzazione, ovvero il Soffio del Drago e l'Avvitamento Esplosivo.
- Ali di Fuoco (Honō no Kazamidori, 炎の風見鶏? lett. "Banderuola della fiamma"):

Realizzata in coppia con Nathan, questa tecnica unisce il punto forte di Nathan, la velocità, a quello di Axel, il salto, per un tiro. I due colpiscono il pallone alla pari, facendogli prendere effetto; in seguito, Axel colpisce il pallone in rovesciata mentre Nathan salta e lo colpisce di collo piede facendo così sprigionare due ali di fuoco al pallone. La tecnica è stata usata per la prima volta da Constant Builder e Charles Island della leggendaria Inazuma Eleven.
- Doppio Fulmine Inazuma (Inazuma ichigō, イナズマ1号? lett. "Lampo n° 1"):

Tecnica d'attacco in combinazione con Mark. Mark ed Axel compiono una piroetta incrociandosi e calciano insieme il pallone, che viene avvolto da scariche elettriche gialle e acquista una notevole potenza e velocità. Con essa riescono a rompere l'imbattibilità del portiere Thomas Feldt, nel corso della partita contro la Brainwashing. Questa tecnica è stata progettata alla palestra speciale Inabikari.
- Trampolino Inazuma (Inazuma otoshi, イナズマおとし? lett. "Trampolino del lampo"):

Usata in coppia con Jack. Axel e Jack saltano l'uno contro l'altro e Axel, saltando sulla pancia di Jack, esegue una rovesciata.
- Doppio Trampolino Inazuma (Inazuma Ichigō Otoshi, イナズマ1号落とし? lett. "Trampolino del Lampo nº1"):

È eseguita da Jack, Axel e Mark e permette alla Raimon di battere la Royal Academy nella finale del campionato regionale, sbriciolando la Super Barriera di Forza di Joe King. Jack salta, Mark e Axel lo usano come trampolino per arrivare ancora più in alto ed infine eseguono il Doppio Fulmine Inazuma colpendo con potenza la palla che, avvolta da grandi scariche elettriche, va in porta.
- Ariete Inazuma (Inazuma Break, イナズマブレイク?, Inazuma bureiku, lett. "Rottura del lampo"):

Potente tecnica eseguita da Axel, Jude e Mark. Jude alza il pallone avvolto dall'"ombra". Alla massima altezza il pallone "esplode" rilasciando energia. Jude tira al volo mentre Axel e Mark colpiscono la palla eseguendo una rovesciata. È considerata una delle tecniche più potenti della Raimon. Essa è in grado di rompere perfino la potentissima "Muraglia Infinita" della Farm e della Neo Japan (quando evolve al livello 2). In Inazuma Eleven Reloaded l'esecuzione della tecnica cambia: Jude tira in aria la palla, la quale viene avvolto da un'aura viola, e successivamente i tre la tirano contemporaneamente in porta con una tripla rovesciata, ed essa si carica di elettricità.
- Pinguino Imperatore N.2 (Kōtei Penguin Nigō, 皇帝ペンギン2号?, Kōtei pengin nigō):

Tecnica eseguita da Jude, Erik e Axel, che può essere sostituito da Kevin o Shawn. Originaria della Royal Academy, era stata usata da Jude per battere la Mano di Luce. Erik e Axel scattano in avanti e Jude fischia facendo sbucare dal terreno cinque pinguini imperatori e poi calcia la palla; i pinguini seguono la palla volando verso Erik e Axel che calciano la palla insieme scatenando la vera potenza del tiro e lanciando la palla verso la porta con velocità straordinaria.
- Tornado Finale (Final Tornado, ファイナルトルネード?, Fainaru torunēdo):

Potenziamento del Volo della Fenice, in cui Axel imprime maggiore forza al pallone, colpendolo con il Tornado di Fuoco. È considerata la tecnica più potente nella prima saga e con questa sarà segnato il gol finale contro la Zeus.
- Calcio Gemello F (Twin Boost F, ツインブーストF?, Tsuin būsuto efu):

Usata con Jude nella partita contro la Zeus. Il tiro è identico al Calcio Gemello di Jude ed Erik, a differenza che è usato in coppia con il Tornado di Fuoco.
- Fuoco Incrociato (Cross Fire, クロスファイア?, Kurosu faia):

Tecnica potentissima usata con Shawn. Axel e Shawn corrono circondati da un'aura che ricorda il fuoco in Axel ed il ghiaccio in Shawn. Quando arrivano alla palla, le aure si incanalano nel pallone e, girandosi, Axel e Shawn lo calciano insieme; la palla durante il tiro è seguita da tre scie rosso-fuoco e da altre tre azzurro-ghiaccio. Considerando i movimenti del Fuoco Incrociato di Axel e Shawn si può pensare ad una forma molto evoluta del Doppio Fulmine Inazuma di Axel e Mark. Nella partita contro la Dark Star si evolve in Fuoco Incrociato Evoluzione 1.
- Ruggito di Fuoco (Tiger Storm, タイガストーム?, Taiga sutōmu):

Usata con Austin. Austin usa il Ruggito della Tigre in rovesciata passandola ad Axel che tira con la Tormenta di Fuoco in porta.
- Energia della Terra (The Earth, ヅ・アース?, Ji āsu):

Tecnica utilizzata da Axel, Shawn e Mark, durante la seconda partita contro la Genesis. Undici giocatori si passano il pallone imprimendogli l'energia che deriva dall'amicizia, poi Mark, Axel e Shawn stabilizzano il potere accumulato. A questo punto saltano insieme, mentre attorno alla palla si forma un "pianeta" di energia. Mark, Axel e Shawn colpiscono la palla buttandosi su di essa come un asteroide, facendo in modo che l'energia formatasi si riversi nella palla, che schizza alla velocità della luce e con immane potenza in porta. È considerata la tecnica più potente di tutto il mondo. Axel, Mark e Shawn usano questa tecnica durante lo scontro finale contro l'Alius Academy, dove nessun giocatore della Genesis riesce a fermarla.
- Fiammata Tripla (Grand Fire, グランドファイア?, Gurando faia):

Colpo usato con Austin e Xavier. Axel, Austin e Xavier corrono insieme. Ad un certo punto, Austin e Xavier saltano in avanti e colpiscono (rispettivamente col piede sinistro e col piede destro) contemporaneamente ad Axel (che colpisce col sinistro) la palla, che divampa all'inverosimile e schizza in porta. I tre riusciranno ad evolverlo fino alla Fiammata Tripla Grado 2 contro la Dark Star. In una scena visibile in Inazuma Eleven 3 la tecnica viene chiamata Grand Fire Ignition (グランドファイアイグニッション?, Gurando faia igunisshon) e presenta alcune differenze: Xavier e Austin saltano, ruotano su se stessi e tirano la palla in aria insieme ad Axel, Xavier col piede sinistro e Austin e Axel col piede destro, e la palla si dirige in porta avvolta da un enorme fiammata. A differenza della Fiammata Tripla, il cui nome viene detto contemporaneamente dai tre giocatori nel momento del tiro, nella Grand Fire Ignition poco prima del tiro Xavier dice "Grand", Austin dice "Fire" e Axel dice "Ignition".
- Scia Tripla (Jet Stream, ジェットストリーム?, Jetto sutorīmu):

Tecnica sviluppata originariamente da Axel e Austin e quasi compiuta col supporto di Caleb. Mark, Axel e Austin si fermano per un attimo attorno alla palla, e poi le girano attorno, circondandola con un ciclone che conferisce alla palla una potenza ed una rotazione grandissimi. A questo punto Mark, Axel e Austin entrano nel ciclone e colpiscono la palla, che viene scaraventata in porta guidata dal ciclone, che nel frattempo continua a dare potenza alla palla. La tecnica è stata compiuta contro i Piccoli Giganti, segnando il gol del 3-2, battendo addirittura la Mano Suprema Grado 2 di Héctor. Può essere considerata la tecnica più forte dell'Inazuma Japan e quasi a pari merito con l'Energia della Terra. Il nome originale si riferisce alla corrente a getto.
- Fiammata Suprema (Maximum Fire, マキシマムファイア?, Makishimamu faia):

La tecnica più potente appresa da Axel. Axel prima viene avvolto da alcuni anelli di fiamma che poi incanala nel piede che diventa infuocato ed a forma di spada. Axel colpisce il pallone e, dopo il tiro, sulla traiettoria il terreno è bruciato. La tecnica è usata nel terzo videogioco e nel film L'attacco della squadra più forte - Gli Ogre.
- Folgore Stellare (Prime Legend, プライムレジェンド?, Puraimu rejendo):

Usata con Jude. Jude ed Axel saltano lasciando la palla indietro, che risplende di una luce celeste molto abbagliante. Al massimo della lucentezza, Jude ed Axel colpiscono la palla (rispettivamente col piede sinistro e col piede destro), che schizza in porta con un'energia leggendaria. La tecnica è usata nel film L'attacco della squadra più forte - Gli Ogre e nel terzo videogioco, in cui deve essere però sbloccata, comprata o ottenuta reclutando qualcuno che la usa.
- Dribbling Rovente / Entrata Esplosiva (Heat Tackle, ヒートタックル?, Hīto takkuru):

Tecnica usata da Axel nei primi due videogiochi. Axel si circonda di fiamme e con uno scatto supera l'avversario. In realtà il tackle è un contrasto difensivo.
- Tornado di Fuoco Doppia Direzione (Fire Tornado Double Drive, ファイアトルネードDD（ダブルドライブ）?, Faia torunēdo daburu doraibu):

Tecnica di tiro usata in combinazione con Victor Blade nel film Inazuma Eleven - Chō jigen dream match. Axel e Victor saltano e vengono avvolti da turbini di fuoco, per poi calciare insieme la palla, Axel col piede sinistro e Victor col piede destro, e il fuoco viene incanalato nella palla, che schizza in porta con immane potenza e violenza.
- Ultima Risorsa (Last Resort, ラストリゾート?, Rasuto Rizōto):

Tecnica di tiro usata in Inazuma Eleven Orion no Kokuin. Intorno ad Axel si crea un'area tetra, con la palla che viene avvolta da energia azzurra e rossa; quindi Axel colpisce la palla più volte, per poi tirarla in porta, ed essa diventa viola e viene circondata da delle pietre, dirigendosi in porta entrando e uscendo dal terreno più volte.
- Grande Ariete Inazuma (Inazuma Break CG, イナズマブレイクCG?, Inazuma bureiku Koodo Gureito):

Tecnica di tiro usata con Mark e Jude in Inazuma Eleven Orion no Kokuin, praticamente identica all'Ariete Inazuma.

### Austin Hobbes
Austin Hobbes, nome originale Toramaru Utsunomiya (宇都宮 虎丸?, Utsunomiya Toramaru), attaccante, numero 11

Doppiato in giapponese da Rie Kugimiya e in italiano da Daniele Giuliani (anime Inazuma Eleven e terzo gioco), ? (Inazuma Eleven Strikers) e? (anime Inazuma Eleven GO)

Ragazzino di dieci anni e grande ammiratore di Axel, scelto da Hillman per entrare nell'Inazuma Japan. All'inizio era un ragazzo molto misterioso: tornava a casa prima della fine degli allenamenti e non voleva mai tirare in porta. Alla fine si viene a sapere che sua madre era ammalata e per aiutarla a gestire il ristorante non poteva completare gli allenamenti; inoltre da bambino era considerato il più forte della squadra, tanto da impedire agli amici di segnare, senza però rendersene conto; è stato costretto, così, a trattenere la propria forza per permettere a tutti di divertirsi, ma nell'episodio 74 viene convinto da Axel e Mark a tirare in porta. Il tiro di Austin fa poi vincere la Inazuma Japan contro i Leoni del Deserto. Nell'episodio 126 entrerà ufficialmente a far parte della Raimon. Nel film L'attacco della squadra più forte - Gli Ogre Austin gioca nella Raimon con la maglia numero 9, portato dal futuro da parte di Canon Evans. Nella serie Inazuma Eleven GO sarà uno dei più stretti collaboratori di Alex Zabel.

Tora (虎?) significa "tigre".
 Usa le tecniche:
- Ruggito della Tigre (Tiger Drive, タイガードライブ?, Taigā doraibu):

Austin chiama una tigre che appare dietro di lui, poi accumula energia nel piede, che viene coperto da un'aura di energia gialla, e tira, quindi la tigre insegue la palla verso la porta.
- Colpo delle Sette Spade (Gladius Arch, グラディウスアチ?, Guradiusu achi):

Austin evoca sette spade di colore grigio che punta verso la porta e, quando tira, le spade seguono la palla. Nella partita tra Raimon Eleven originale e la "nuova" Raimon, Austin evolverà la tecnica nel Colpo delle Sette Spade Potenza 2, in cui le spade sono dorate.
- Calcio Radiocomandato (R/C Shoot, RCシュート?, Āru shī shūto):

Austin alza la palla che si divide in quattro piccoli palloni diventando le ruote di una macchinina radiocomandata, dirigendola in porta con un radiocomando. Usa questa tecnica solo in allenamento.
- Fiammata Tripla (Grand Fire, グランドファイア?, Gurando faia):

Colpo usato con Axel e Xavier. Axel, Austin e Xavier corrono insieme. Ad un certo punto, Austin e Xavier saltano in avanti e colpiscono (rispettivamente col piede sinistro e col piede destro) contemporaneamente ad Axel (che colpisce col sinistro) la palla, che divampa all'inverosimile e schizza in porta. I tre riusciranno ad evolverla fino alla Fiammata Tripla Grado 2 contro la Dark Star. In una scena visibile in Inazuma Eleven 3 la tecnica viene chiamata Grand Fire Ignition (グランドファイアイグニッション?, Gurando faia igunisshon) e presenta alcune differenze: Xavier e Austin saltano, ruotano su se stessi e tirano la palla in aria insieme ad Axel, Xavier col piede sinistro e Austin e Axel col piede destro, e la palla si dirige in porta avvolta da un enorme fiammata. A differenza della Fiammata Tripla, il cui nome viene detto contemporaneamente dai tre giocatori nel momento del tiro, nella Grand Fire Ignition poco prima del tiro Xavier dice "Grand", Austin dice "Fire" e Axel dice "Ignition".
- Ruggito di Fuoco (Tiger Storm, タイガストーム?, Taiga sutōmu):

Usata con Axel. Austin usa il Ruggito della Tigre in rovesciata passandola ad Axel che tira con la Tormenta di Fuoco in porta.
- Scia Tripla (Jet Stream, ジェットストリーム?, Jetto sutorīmu):

Tecnica sviluppata originariamente da Axel e Austin e quasi compiuta col supporto di Caleb. Mark, Axel e Austin si fermano per un attimo attorno alla palla, e poi le girano attorno, circondandola con un ciclone che conferisce alla palla una potenza ed una rotazione grandissimi. A questo punto Mark, Axel e Austin entrano nel ciclone e colpiscono la palla, che viene scaraventata in porta guidata dal ciclone, che nel frattempo continua a dare potenza alla palla. La tecnica è stata compiuta contro i Piccoli Giganti, segnando il gol del 3-2, battendo addirittura la Mano Suprema Grado 2 di Héctor. Può essere considerata la tecnica più forte dell'Inazuma Japan e quasi a pari merito con l'Energia della Terra. Il nome originale si riferisce alla corrente a getto.

### Thor Stoutberg
Thor Stoutberg, nome originale Raiden Hijikata (土方 雷電?, Hijikata Raiden), difensore-centrocampista dell'Inazuma Japan, numero 12

Doppiato in giapponese da Yakkun Sakurazuka e in italiano da? (secondo gioco), Massimo Bitossi (anime), Marco Balzarotti (terzo gioco) e? (Inazuma Eleven Strikers)

Forzuto e sicuro di sé, ha i capelli marrone scuro lunghi con un grosso ciuffo giallo. Incontra la Raimon ad Okinawa, esattamente come Hurley, anche se non giocava nella Mary Times Memorial. Entra subito in sintonia con Mark e compagni, e si offre spesso di aiutarli sebbene abbia rifiutato di entrare nella Raimon per accudire i suoi fratellini. Riesce comunque ad entrare nell'Inazuma Japan perché un'anziana vicina di casa è disposta a stare coi suoi fratellini. Si scoprirà che ha aiutato e allenato Axel in passato. Insieme a Mark, aiuta anche il capitano del Regno Mac Robingo a ribellarsi a Zoolan Rice. Le sue tecniche sono:
- Super Blocco Difensivo (Super Shikofumi, スーパーしこふみ?, Sūpā shikofumi, lett. "Super pestata delle quattro cosce"):

Thor evoca un enorme piede di energia che schiaccia l'avversario, rubandogli la palla. Nella sfida contro la Daystar, nel doppiaggio italiano dell'anime, Thor chiama la tecnica Blocco Difensivo Insuperabile, che in realtà è il nome di un'altra tecnica (nome originale Shikofumi).
- Lama d'Energia (Blade Attack, ブレードアタック?, Burēdo atakku):

Tecnica sviluppata da Thor durante il match contro L'Impero. Egli sbatte il tallone a terra e ne scaturisce un'onda di energia che scaraventa via l'avversario. Nel doppiaggio italiano dell'anime, durante la sfida contro L'Impero, Thor chiama la tecnica Blocco Dirompente.
- Tuono del Lupo (Thunder Beast, サンダービースト?, Sandā bīsuto)

Usata con Shawn. Mentre Thor sta per tirare, il pallone si carica di fulmini e, dopo che viene tirato, Shawn lo raggiunge colpendolo e facendo colorare la palla di azzurro, mentre alle sue spalle appare un lupo dalle fauci spalancate. Contro Il Regno si evolve nel Tuono del Lupo Evoluzione 1.

### Jordan Greenway
Jordan Greenway, nome originale Ryuuji Midorikawa (緑川 リュウジ?, Midorikawa Ryuuji), centrocampista della Gemini Storm col numero 10 e dell'Inazuma Japan col numero 13

Doppiato in giapponese da Yūki Kodaira e in italiano da Stefano Pozzi (secondo e terzo gioco), Alessio Puccio (anime Inazuma Eleven), ? (Inazuma Eleven Strikers), Felice Invernici (anime Inazuma Eleven GO) e Ezio Vivolo (Inazuma Eleven: Ares)

Era il capitano della Gemini Storm con il nome alieno di Janus, nome originale Reize (レーゼ?, Rēze, nel doppiaggio italiano della seconda stagione, tuttavia, viene chiamato col suo vero nome). Era arrogante e presuntuoso, ed è stato il primo avversario dell'Alius Academy di Mark e compagni. Tuttavia, la sua personalità cambierà drasticamente all'inizio del terzo gioco. Jordan si rivela essere quindi un ragazzo allegro e tranquillo, a differenza di com'era nella Gemini Storm. Durante il torneo di qualificazione asiatico subirà un grave infortunio che lo costringerà ad abbandonare la squadra, per il resto del torneo. In Inazuma Eleven 2, i capelli di Jordan sono legati un po' più in alto, ed i suoi quattro filamenti spessi di capelli che cadono sulla fronte non si vedono o sono legati. In Inazuma Eleven 3, invece, ha i capelli verdi legati in una coda di cavallo, con quattro fili spessi di capelli che cadono sulla fronte formando come una "M", ha la pelle abbronzata e taglienti occhi neri. I suoi abiti casual sono di una colorazione rossa a maniche lunghe e indossa una t-shirt sormontata da una camicia viola e pantaloncini verdi. In Inazuma Eleven GO, indossa di solito un colore rosso-tartaruga collo alto sotto una luce grigio-lavanda, una giacca con pantaloni blu e scarpe bianche. I suoi capelli sono legati in uno chignon disordinato.
Nella serie Inazuma Eleven GO è un membro della Resistenza e braccio destro di Xavier nelle Industrie Schiller. Nella serie reboot Inazuma Eleven Ares fa parte dell'Accademia Alia. Midori (緑?) in giapponese significa "verde", come green in inglese. Usa le tecniche:
- Cometa Astrale (Astro Break, アストロブレイク?, Asutoro bureiku):

Jordan fa ruotare la palla su sé stessa molto velocemente accumulando energia e poi la calcia. In Inazuma Eleven Ares l'esecuzione della tecnica cambia, poiché la palla accumula più energia, la quale prende la forma di una gigantesca sfera azzurra e viola, che Jordan tira insieme alla palla in porta, calciandola con le suole dei piedi.
- Doppio Calcio Iperspaziale (Universe Blast, ユニバースブラスト?, Yunibāsu burasuto):

Usato in coppia con Dylan Bluemoon ai tempi della Gemini Storm. Jordan e Dylan calciano insieme la palla in alto che "apre" un varco, poi Jordan e Dylan lo colpiscono insieme.
- Sprint Fulmineo (nome nel videogioco) / Spirito del Fulmine (nome nell'anime) (Lightning Accel, ラィトニングアクセル?, Raitoningu akuseru):

Tecnica sviluppata durante l'incontro con la Neo Japan. Jordan, mentre corre, viene coperto da un'aura di vento e supera fulmineamente l'avversario.
- Teletrasporto (Warp Drive, ワープドライブ?, Wāpu doraibu):

Tecnica sviluppata quando Jordan era con la Gemini Storm e usata solo nel gioco. Jordan corre e alza la mano, sopra la quale si materializza un tunnel di oscurità che Jordan userà per saltare l'avversario.

### Jude Sharp
Jude Sharp, nome originale Yūto Kidō (鬼道 有人?, Kidō Yūto), centrocampista e capitano della Royal Academy col numero 10, poi centrocampista della Raimon e dell'Inazuma Japan col numero 14

Doppiato in giapponese da Hiroyuki Yoshino e in italiano da Manuel Meli (primo gioco e anime Inazuma Eleven), Simone Lupinacci (secondo e terzo gioco, Inazuma Eleven Strikers e Inazuma Eleven Ares no Tenbin) e Luigi Rosa (anime Inazuma Eleven GO)

Indossa occhiali da aviatore e un mantello (nel primo e secondo gioco ha il mantello di colore blu, quando è nella Royal Academy e nel terzo gioco indossa quello rosso, e nell'ultimo episodio dell'anime indossa di nuovo quello blu). Giocava nella Royal Academy, di cui era anche il capitano e inizialmente era un ragazzo presuntuoso, arrogante e spietato per poi diventare altruista, tranquillo e disposto ad aiutare. Dopo aver visto gli illeciti fatti da Dark, ha smesso di essere il suo tirapiedi. Gli occhiali da aviatore li porta perché Dark riteneva che grazie a quegli occhiali, pur avendo la visuale ristretta, gli sarebbe risultato più facile capire l'andamento della partita riuscendo perfino a intercettare la palla. Dopo la sconfitta della Royal contro la Zeus per 10-0, Jude ha meditato di lasciare il calcio, ma poi ci ha ripensato e si è unito alla Raimon. Prima di voltare la spalle a Dark era molto arrogante ma, dopo essere diventato amico di Mark, perde questo vizio. Nonostante abbia abbandonato Dark, Jude sente la sua presenza molto costante: la paura di Jude verso Dark è dovuta al suo passato: secondo Dark i vincitori meritavano tutto, i perdenti nulla; condizionato dalla voglia di vincere del suo allenatore, Jude lo seguiva, finché non ha incontrato Mark Evans, il suo migliore amico. Lui e Caleb Stonewall non hanno ottimi rapporti, ma poi diventeranno amici: era in guerra con Caleb perché pensava li avesse traditi e fosse tornato sotto il dominio di Ray Dark. È il fratello maggiore di Celia Hills. I loro genitori sono morti in un incidente e poi sono stati adottati da due famiglie diverse. Nella serie Inazuma Eleven GO, dieci anni dopo il Football Frontier, Jude sarà l'allenatore della Royal Academy, poi della Raimon dopo che Mark si è ritirato per un'indagine sul Quinto Settore, e manager della Raimon al ritorno di Mark. In questa serie è anche membro della Resistenza. Appare inoltre nel film Gekijōban Inazuma Eleven GO - Kyūkyoku no kizuna Gryphon, dove gioca per poco tempo nella Raimon con la maglia numero 24. Compare anche nella serie Inazuma Eleven GO Chrono Stones, prima per aiutare i protagonisti, poi per allenare l'El Dorado Team 01. Inoltre, nel gioco Inazuma Eleven GO Chrono Stones e nel film Gekijōban Inazuma Eleven GO vs Danball senki W gioca nell'Inazuma Legend Japan. In Inazuma Eleven GO Galaxy è di nuovo l'allenatore della Royal Academy. In Inazuma Eleven Ares, dopo la sconfitta della Raimon contro la Barcelona Orb, viene inviato all'Accademia Stella. In questa serie, è soprannominato "Il Comandante" (Absolute playmaker of the pitch, ピッチの絶対指導者?). Usa le tecniche:
- Grande Illusione (Illusion Ball, イリュージョンボール?, Iryūjon bōru):

Jude salta e, a contatto col suolo, crea delle illusioni della palla che ruotano attorno all'avversario che, confuso, viene dribblato. Nella partita contro L'Unicorno, Jude userà la  Grande Illusione Potenza 2 (che in precedenza era stata usata da Giulio Acuto).
- Pinguino Imperatore N.2 (Kōtei Penguin Nigō, 皇帝ペンギン2号?, Kōtei pengin nigō):

Usata con David Samford e Daniel Hatch nella Royal Academy, e poi con Erik e Axel, che può essere sostituito da Kevin o Shawn, e, nel film Gekijōban Inazuma Eleven GO - Kyūkyoku no kizuna Gryphon, con Nathan e Caleb. Gli altri due giocatori scattano in avanti e Jude fischia facendo sbucare dal terreno cinque pinguini imperatori e poi calcia la palla; i pinguini seguono la palla volando verso gli altri due giocatori, che calciano la palla insieme scatenando la vera potenza del tiro e lanciando la palla verso la porta con velocità straordinaria. La tecnica era stata sviluppata par battere la Mano di Luce.
Nota: esistono quattro varianti del Pinguino Imperatore che sono:

-il Pinguino Imperatore N.1: i pinguini sono rossi ed è la tecnica proibita usata da David Samford;

-il Pinguino Imperatore N.2: Jude evoca dei pinguini neri e calcia il pallone, seguito dai pinguini, poi Erik e uno fra Axel, Shawn e Kevin, oppure David Samford e Daniel Hatch, colpiscono insieme il pallone per imprimere maggiore potenza;

-il Pinguino Imperatore N.3: i pinguini sono viola ed è il Pinguino Imperatore più potente;

-il Pinguino Imperatore X: i pinguini sono neri ed è una versione più potente e sicura del numero 1;

Qui saranno indicate le varianti del Pinguino Imperatore nelle sezioni sui personaggi che le usano.
- Calcio Gemello (Twin Boost, ツインブースト?, Tsuin būsuto):

Usata in coppia con David e poi con Erik. Jude lancia la palla in alto, Erik (o David) gliela rimanda con un colpo di testa e Jude la calcia in porta.
- Calcio Gemello F (Twin Boost F, ツインブーストF?, Tsuin būsuto efu):

Usata con Axel nella partita contro la Zeus. Il tiro è identico al Calcio Gemello, a differenza che è usato in coppia con il Tornado di Fuoco.
- Ariete Inazuma (Inazuma Break, イナズマブレイク?, Inazuma bureiku, lett. "Rottura del lampo"):

Potente tecnica eseguita da Axel, Jude e Mark. Jude alza il pallone avvolto dall'"ombra". Alla massima altezza il pallone "esplode" rilasciando energia. Jude tira al volo mentre Axel e Mark colpiscono la palla eseguendo una rovesciata. È considerata una delle tecniche più potenti della Raimon. Essa è in grado di rompere perfino la potentissima "Muraglia Infinita" della Farm e della Neo Japan (quando evolve al livello 2). In Inazuma Eleven Reloaded l'esecuzione della tecnica cambia: Jude tira in aria la palla, la quale viene avvolto da un'aura viola, e successivamente i tre la tirano contemporaneamente in porta con una tripla rovesciata, ed essa si carica di elettricità.
- Zona Micidiale 2 (Death Zone 2, デスゾーン2?, Desu zōn tsū):

Miglioramento della Zona Micidiale. Tecnica usata da Bobby, Jude e Mark. Un giocatore lancia il pallone in alto, i tre saltano e ruotano attorno al pallone per alcuni secondi, così trasferiscono l'energia che deriva dalla rotazione al pallone, formando un triangolo viola. A questo punto i tre calciano la palla insieme e saltano ancora più in alto, per poi calciare nuovamente la palla, che accumula ancora più potenza. La tecnica è originaria della Royal Academy.
- Campo di Forza (nome nell'anime) / Campo Micidiale (nome nel videogioco Inazuma Eleven Strikers) (Killer Fields, キラーフィールド?, Kirā fīrudo):

Usato con Caleb. Un accenno di questa tecnica è avvenuto nella partita tra Absolute Royal Academy e Raimon quando Jude e Caleb si scontrano a centrocampo. Jude e Caleb colpiscono nello stesso tempo la palla a mezz'aria generando una spirale viola che spazza via gli avversari.
- Pinguino Imperatore N.3 (Kōtei penguin san-gō, 皇帝ペンギン3号?, Kōtei pengin san-gō):

Usata con David e Caleb. I tre saltano mentre Jude evoca i pinguini, che cominciano a ruotare attorno alla palla assieme a Jude, David e Caleb che danno energia alla palla e la colpiscono insieme col tallone mandandola verso la porta. Questa è l'evoluzione del Pinguino Imperatore N.2 ed è anche il Pinguino Imperatore più potente mai creato. Viene evoluto nel Pinguino Imperatore N.3 Grado 2 durante la partita di allenamento con l'Orfeo e nel Pinguino Imperatore N.3 Grado 3 nella partita contro i Piccoli Giganti.
- Grande Fuoco (Big Bang, ビッグバン?, Biggu ban):

Tecnica sviluppata contro i Piccoli Giganti per realizzare il pareggio del 2-2. Usata con Shawn e Xavier. Jude e Shawn saltano, e nel contempo Xavier tira la palla che si ferma a mezz'aria ed accumula energia cosmica. Subito dopo, Shawn crossa per Jude, che con una tallonata rimanda la palla verso il basso. La palla si ferma ed esplode di energia, dopodiché Xavier, Shawn e Jude la colpiscono contemporaneamente, liberando un'energia gigantesca, che accompagna la palla in porta.
- Folgore Stellare (Prime Legend, プライムレジェンド?, Puraimu rejendo):

Usata con Axel. Jude ed Axel saltano lasciando la palla indietro, che risplende di una luce celeste molto abbagliante. Al massimo della lucentezza, Jude ed Axel colpiscono la palla (rispettivamente col piede sinistro e col piede destro), che schizza in porta con un'energia leggendaria. La tecnica è usata nel film L'attacco della squadra più forte - Gli Ogre e nel terzo videogioco, in cui deve essere però sbloccata, comprata o ottenuta reclutando qualcuno che la usa.
- Pinguino Volante (Overhead Penguin, オーバーヘッドぺンギン?, Ōbāheddo Pengin):

Tecnica di tiro usata in Inazuma Eleven Orion no Kokuin. Jude lancia in aria la palla, e dopo aver saltato per raggiungerla, fischia e chiama dal terreno sei pinguini neri, che si aggrappano alla palla e ruotano intorno ad essa, caricandola di energia; Jude quindi la tira in porta con una rovesciata, venendo seguita dai pinguini.
- Zona Micidiale Distruttrice (Death Crusher Zone, デスクラッシャーゾーン?, Desu Kurasshā Zōn):

Tecnica di tiro override usata in Inazuma Eleven Orion no Kokuin in combinazione con Caleb e Elliot Ember. Valentin Eisner esegue prima la sua tecnica Koori no Yari, e i tre poi ruotano in aria mentre si trovano in posizione triangolare, lasciando dietro di sé triangoli viola e poi calciano la palla in porta, cambiando il colore del ghiaccio che ricopre la palla in viola.
- Pinguino Imperatore N.2 con Squalo (Kōtei Penguin Nigō feat. Shark, 皇帝ペンギン2号 feat. シャーク?, Kōtei pengin nigō fīcharingu Shāku):

Tecnica di tiro eseguita con Caleb e Elliot Ember nella Inazuma Japan in Inazuma Eleven Orion no Kokuin. Elliot ed Caleb scattano mentre Jude fischia e fa sbucare dal terreno cinque pinguini imperatori per poi calciare la palla in aria, seguita dai pinguini; Caleb ed Elliot quindi si avvolgono di un'aura acquea viola scuro e poi tirano il pallone verso il suolo incanalando l'aura nella palla, che si schianta al suolo ed emerge trasformata in un grosso squalo viola scuro, mentre dietro di questo i pinguini si trasformano in un gigantesco pinguino di energia azzurro e giallo che vola verso la porta assieme allo squalo.
- Grande Ariete Inazuma (Inazuma Break CG, イナズマブレイクCG?, Inazuma bureiku Koodo Gureito):

Tecnica di tiro usata con Axel e Mark in Inazuma Eleven Orion no Kokuin, praticamente identica all'Ariete Inazuma.

### David Samford
David Samford, nome originale Jirō Sakuma (佐久間 次郎?, Sakuma Jirō), attaccante della Royal Academy e dell'Abosolute Royal Academy col numero 11 e centrocampista dell'Inazuma Japan col numero 16

Doppiato in giapponese da Daisuke Kishio (primo gioco) e Megumi Tano (tutto il resto) e in italiano da Paolo De Santis (primo gioco), Alessandro Vanni (anime Inazuma Eleven), Michele Bettali (secondo gioco), Daniele Giuliani (terzo gioco), ? (Inazuma Eleven Strikers) e? (anime Inazuma Eleven GO)

Attaccante della Royal Academy, compagno in attacco di Daniel Hatch. Indossa una benda sull'occhio destro. È inoltre un grande amico di Jude e di Joe King. In coppia con Jude ha sviluppato il Calcio Gemello e il Pinguino Imperatore (che poi diventerà Pinguino Imperatore numero 2, e in seguito anche numero 3). Dopo la sconfitta della Royal Academy contro la Zeus, è rimasto per lungo tempo infortunato insieme a Joe King. Durante la sua convalescenza, ha sviluppato un profondo astio nei confronti di Jude e della Zeus. Lui e lo stesso King vengono convinti da Caleb Stonewall ad unirsi a lui e alla Absolute Royal Academy, la nuova squadra di Ray Dark. Per lui e Joe, infatti, contava solo vincere. Ma dopo un serio infortunio causato dal Pinguino Imperatore nº1, è ritornato il ragazzo buono di un tempo. Inizialmente non viene scelto da Travis per il girone asiatico ma viene convocato per il mondiale per sostituire l'infortunato Jordan e, nonostante sia un attaccante nella Royal Academy, nell'Inazuma Japan gioca da centrocampista. In Inazuma Eleven GO sarà un membro della Resistenza e, come si vede in un solo episodio quando sono nella Royal Academy, l'assistente di Jude Sharp. Da adulto, nel gioco Inazuma Eleven GO Chrono Stones e nel film Gekijōban Inazuma Eleven GO vs Danball senki W, gioca nella Inazuma Legend Japan. In Inazuma Eleven Ares no Tenbin, e il capitano della Royal Academy, ed e soprannominato "Imperial Soldier" (帝国の銃士?). Usa le tecniche:
- Calcio Gemello (Twin Boost, ツインブースト?, Tsuin būsuto):

Usata in coppia con Jude. Jude lancia la palla in alto, David gliela rimanda con un colpo di testa e Jude la calcia in porta. In Inazuma Eleven Ares no Tenbin, la tecnica, oltre ad avere un'esecuzione diversa, e usata in combinazione con Caleb: David calcia in aria la palla, dopodiché salta insieme a Caleb, e i due la colpiscono con i piedi, caricandola di energia, per poi spedirla in porta.
- Zona Micidiale (Death Zone, デスゾーン?, Desu zōn):

Usata nella Royal Academy con Daniel Hatch e Derek Swing.
- Pinguino Imperatore n°1 (Kōtei Penguin Ichi-gō, 皇帝ペンギン1号?, Kōtei pengin ichi-gō):

Tecnica proibita ideata da Dark. David chiama i pinguini che si attaccano alla sua gamba, che, dopo aver tirato, seguono la palla. Questa è una tecnica proibita e, dato che ha conseguenze gravi sull'utilizzatore, può essere usata solo due volte in una partita.
- Pinguino Imperatore n°2 (Kōtei Penguin Ni-gō, 皇帝ペンギン2号?, Kōtei pengin ni-gō)

Usata con Jude Sharp e Daniel Hatch nella Royal Academy. David e Daniel scattano in avanti e Jude fischia facendo sbucare dal terreno cinque pinguini imperatori e poi calcia la palla; i pinguini seguono la palla volando verso David e Daniel che calciano la palla insieme scatenando la vera potenza del tiro e lanciando la palla verso la porta con velocità straordinaria. La tecnica viene sviluppata par battere la Mano di Luce. In Inazuma Eleven Ares no Tenbin, la tecnica, oltre ad avere un'esecuzione diversa, e usata in combinazione con Caleb e Daniel: David fischia e chiama i pinguini, dopodiché tira la palla in aria, e Caleb e Daniel la tirano insieme in porta, ed essa e seguita dai pinguini che si uniscono insieme in un gigantesco pinguino azzurro e giallo.
- Pinguino Imperatore n°3 (Kōtei Penguin San-gō, 皇帝ペンギン3号?, Kōtei pengin san-gō)

Usata con Jude e Caleb. I tre saltano mentre Jude evoca i pinguini, che cominciano a ruotare attorno alla palla assieme a Jude, David e Caleb che danno energia alla palla e la colpiscono insieme col tallone mandandola verso la porta. Questa è l'evoluzione del Pinguino Imperatore nº2 ed è anche il Pinguino Imperatore più potente mai creato. Viene evoluto nel Pinguino Imperatore nº 3 Grado 2 (Kōtei Penguin San-gō G2) durante la partita di allenamento con l'Orfeo e nel Pinguino Imperatore nº 3 Grado 3 (Kōtei Penguin San-gō G3) nella partita contro i Piccoli Giganti.
- Giungla Profonda (Deep Jungle, ディープジャングル?, Dīpu janguru):

Usata nella Inazuma Legend Japan in combinazione con Nathan e Jack. Nathan, David e Jack girano intorno all'avversario con delle liane facendo apparire una foresta, colpendo l'avversario, facendolo sbalzare via e facendogli perdere la palla, che finisce a David. Può essere usata anche per fermare i tiri.

### Kevin Dragonfly
Kevin Dragonfly, nome originale Ryūgo Someoka (染岡 竜吾?, Someoka Ryūgo), attaccante della Raimon col numero 11, poi dell'Inazuma Japan col numero 17

Doppiato in giapponese da Yasuyuki Kase e in italiano da Federico Zanandrea (tutti i giochi), Andrea Lavagnino (anime Inazuma Eleven), Paolo Sesana (anime Inazuma Eleven GO e nel film Inazuma Eleven - Il Film - L'attacco della squadra più forte - Gli Ogre) e Davide Fumagalli (Inazuma Eleven Ares)

All'inizio era l'unico attaccante della Raimon, poi con l'arrivo di Axel è diventato il secondo. È molto potente e preciso nei tiri e negli assist. La sua caratteristica principale è la determinazione che a volte si trasforma in rabbia smisurata. All'inizio della serie era invidioso di Axel (visto che era molto acclamato da Mark rispetto a lui), ma successivamente scoprirà un'intesa perfetta con lui. Sarà molto accesa la sua rabbia nei confronti della signorina Schiller, in particolare quando ha cacciato lo stesso Axel dalla Raimon. Non sopporterà nemmeno Shawn, ma in seguito i due diventeranno grandi amici. Inizialmente non viene scelto da Travis per il girone asiatico ma viene convocato per il mondiale per sostituire l'infortunato Shawn. In giapponese ryū (竜?) significa drago, così come dragon in inglese. Il cognome "Dragonfly" invece rappresenta il carattere di Kevin, un ragazzo scontroso ma in fondo buono; Dragonfly infatti sembra un nome altisonante, ma in realtà vuol dire "libellula". Nella serie Inazuma Eleven GO ricompare come colui che allenava Ryōma Nishiki quando era in Italia. Da adulto, nel gioco Inazuma Eleven GO Chrono Stones e nel film Gekijōban Inazuma Eleven GO vs Danball senki W, gioca nella Inazuma Legend Japan. In Inazuma Eleven Ares no Tenbin, dopo la sconfitta contro la Barcelona Orb, viene inviato alla Alpine Jr. High, ed e soprannominato è (情熱のドラゴンストライカー). Usa le tecniche:
- Dragon Crash (ドラゴンクラッシュ?, Doragon kurasshu):

Prima tecnica d'attacco imparata da Kevin. Il ragazzo calcia il pallone, e un feroce drago blu compare alle sue spalle, accompagnando il tiro verso la porta avversaria.
- Drago Alato (Wyvern Crash, ワイバーンクラッシュ?, Waibān kurasshu):

Evoluzione del Dragon Crash. Kevin lancia la palla in aria che accumula energia e poi, quando la palla ricade, Kevin la lancia in direzione della porta accompagnata da una viverna (una specie di drago). Il ragazzo evolve la tecnica nel Drago Alato V2, nel corso della partita di selezione.
- Soffio del Drago (Dragon Slayer, ドラゴンスレイヤー?, Doragon sureiyā):

Evoluzione del Drago Alato. Il tiro è quasi uguale al Drago Alato, solo che la potenza del tiro è data dall'unione della forza di Kevin con la forza di un raggio che un "drago" sputa da dietro Kevin. L'attaccante evolverà la tecnica fino al Livello 3 nella partita contro Il Regno.
- Dragon Tornado (ドラゴントルネード?, Doragon torunēdo):

Usata col Tornado di Fuoco di Axel, per la prima volta nella partita contro la Occult. Kevin usa il Dragon Crash alzando la palla e Axel la colpisce col Tornado di Fuoco aumentando la potenza del tiro.
- Soffio Esplosivo (Dragon Screw, ドラゴンスクリュー?, Doragon sukuryū):

Evoluzione del Dragon Tornado, con l'unica differenza delle tecniche usate per la realizzazione, ovvero il Soffio del Drago e l'Avvitamento Esplosivo.
- Drago Glaciale (Wyvern Blizzard, ワイバーンブリザード?, Waibān burizādo)

Usata in combinazione alla Tormenta Glaciale di Shawn. Kevin usa il Drago Alato passando la palla a Shawn che la colpisce con la Tormenta Glaciale potenziando il tiro stesso.
- Pinguino Imperatore n°2 (Kōtei Penguin Nigō, 皇帝ペンギン2号?, Kōtei pengin nigō):

Tecnica eseguita da Jude, Erik e Axel, che può essere sostituito da Kevin o Shawn. Originaria della Royal Academy, era stata usata da Jude per battere la Mano di Luce. Erik e Kevin scattano in avanti e Jude fischia facendo sbucare dal terreno cinque pinguini imperatori e poi calcia la palla; i pinguini seguono la palla volando verso Erik e Kevin che calciano la palla insieme scatenando la vera potenza del tiro e lanciando la palla verso la porta con velocità straordinaria.
- Fenice Oscura (Dark Phoenix, ダークフェニックス?, Dāku fenikkusu)

Un tiro di incredibile potenza ottenuto creando una fenice nera-viola assieme a Nathan e Max. Questa tecnica viene sviluppata da Kevin nei Dark Emperors.
- Zona Micidiale Finale (Last Death Zone, ラスト･デスゾーン?, Rasuto desuzōn):

Usata nella Inazuma Legend Japan in combinazione con Shawn e Xavier. Shawn, Kevin e Xavier saltano e ruotano su loro stessi intorno alla palla, caricandola di energia viola e creando un triangolo viola che lascia una scia di triangoli. Dopo aver raggiunto lo spazio si fermano, saltano e colpiscono la palla, che raccoglie la scia di triangoli in uno solo attorno ad essa e li incanala, diventando un raggio viola potentissimo.

### Xavier/Hunter Foster
Xavier/Hunter Foster, nome originale Hiroto Kiyama (基山 タツヤ?, Kiyama Hiroto), attaccante della Genesis col numero 11 e dell'Inazuma Japan col numero 18

Doppiato in giapponese da Takahiro Mizushima e in italiano da Renato Novara (secondo e terzo gioco, Inazuma Eleven Strikers e Inazuma Eleven Ares), Simone Crisari (anime Inazuma Eleven) e Luca Ghignone (anime Inazuma Eleven GO)

Questo personaggio, dai capelli rossi e dalla carnagione pallida, appare nel secondo gioco ed è un tipo molto misterioso, che spia di nascosto le partite della Raimon. Si spaccia per amico di Mark, ma successivamente si rivela essere il capitano della temibile Genesis, la squadra più forte della Alius Academy. Il nome Xavier l'ha ereditato dal vero figlio del signor Astram Schiller, morto misteriosamente. Per questo motivo si faceva chiamare con quello che apparentemente è il suo vero nome: Xene, nome originale Gran (グラン?, Guran), il suo "nome alieno". È il fratello di Lina Schiller. Nonostante sia il figlio adottivo del sig. Schiller, il suo vero cognome è Foster. Nonostante sia un attaccante, nell'Inazuma Japan spesso gioca da centrocampista. Nel film L'attacco della squadra più forte - Gli Ogre Xavier gioca nella Raimon con la maglia numero 18, portato dal futuro da parte di Canon Evans. Quando giocava nella Genesis, oltre ad essere il giocatore che ha segnato tutti i gol nella prima partita con la Raimon, partecipava a tutte le tecniche combinate della squadra. È uno dei giocatori che hanno segnato più gol in tutta la serie. Molti lo considerano l'attaccante più forte dell'intero Football Frontier International. È l'unico giocatore a cui è stato chiesto un autografo: nell'episodio 100, da parte del Kappa. Insieme a Shawn Froste, è il personaggio comparso con più pettinature: una quando, nell'Alius Academy, non giocava, una quando giocava come Xene, una quando gioca nell'Inazuma Japan, ed una quando era bambino. Nella serie Inazuma Eleven GO cambia il suo cognome in Schiller (Kira) e diventa presidente del Gruppo Schiller, nonché membro della Resistenza. Da adulto, nel gioco Inazuma Eleven GO Chrono Stones e nel film Gekijōban Inazuma Eleven GO vs Danball senki W, gioca nella Inazuma Legend Japan. In Inazuma Eleven Ares, il suo nome viene cambiato in Hunter Foster, nome originale Tatsuya Kiyama (基山 タツヤ?). Oltre a ciò, in questa serie è il capitano dell'Accademia Alia, ed è soprannominato "Noble Youth of Eternity" (永世の貴公子?). Usa le tecniche:
- Meteora Dirompente (Ryūsei Blade, 流星ブレード?, Ryūsei burēdo, lett. "Lama della meteora"):

Xavier alza la palla e compie una rotazione, dopodiché colpisce la palla che "esplode" di energia, come una pioggia di meteoriti. Nella partita contro i Fire Dragon la evolve nella Meteora Dirompente Livello 2, e contro i Piccoli Giganti mostra la Meteora Dirompente Livello 3. Nel film L'attacco della squadra più forte - Gli Ogre, per servire l'assist ad Axel e Jude, che poi segneranno con la Folgore Stellare, Xavier utilizza una nuova versione della Meteora Dirompente, in cui il pallone brilla di più, e, prima di calciare, compie una rotazione in più su se stesso in confronto a quella normale. In Inazuma Eleven Ares no Tenbin l'esecuzione della tecnica cambia: Xavier prima colpisce la palla, la quale si illumina di azzurro, e poi la calcia in aria, e intorno ad essa si forma una sfera d'energia; quindi Xavier salta e tira la palla, la quale raccoglie l'energia intorno ad essa, e successivamente si dirige in porta con gran velocità.
- Supernova (スーパーノヴァ?, Sūpānova):

Usata con Bellatrix e Wittz. I tre evocano una sfera violacea; dopodiché, saltano nello spazio e la colpiscono con forza.
- Pinguino Spaziale (Space Penguin, スペースペンギン?, Supēsu pengin):

La tecnica più potente della Genesis, usata con Bellatrix e Wittz. Bellatrix evoca i pinguini mentre Xavier e Wittz saltano e, quando la palla arriva alla loro altezza, i due la calciano.
- Fiammata Tripla (Grand Fire, グランドファイア?, Gurando faia)

Colpo usato con Axel e Austin. Axel, Austin e Xavier corrono insieme. Ad un certo punto, Austin e Xavier saltano in avanti e colpiscono (rispettivamente col piede sinistro e col piede destro) contemporaneamente ad Axel (che colpisce col sinistro) la palla, che divampa all'inverosimile e schizza in porta. I tre riusciranno ad evolverla fino alla Fiammata Tripla Grado 2 (Grand Fire G2) contro la Dark Star. In una scena visibile in Inazuma Eleven 3 la tecnica viene chiamata Grand Fire Ignition (グランドファイアイグニッション?, Gurando faia igunisshon) e presenta alcune differenze: Xavier e Austin saltano, ruotano su se stessi e tirano la palla in aria insieme ad Axel, Xavier col piede sinistro e Austin e Axel col piede destro, e la palla si dirige in porta avvolta da un enorme fiammata. A differenza della Fiammata Tripla, il cui nome viene detto contemporaneamente dai tre giocatori nel momento del tiro, nella Grand Fire Ignition poco prima del tiro Xavier dice "Grand", Austin dice "Fire" e Axel dice "Ignition".
- Aurora (The Birth, ザ･バース?, Za bāsu):

Usata in combinazione con Shawn. Xavier e Shawn si caricano, rispettivamente, di energia rossa ed energia blu, e quando il pallone si alza, lo seguono andando a formare la doppia elica del DNA che va a ricoprire ed energizzare il pallone, che viene poi calciato da entrambi i giocatori.
- Scarica Stellare (Tenkū Otoshi, 天空落とし? lett. "Trampolino Celeste"):

Xavier compie un salto altissimo, fino a raggiungere lo spazio. Successivamente, con una piroetta, calcia il pallone rilasciando una pioggia di stelle e pianeti verso la porta avversaria. Questa tecnica verrà utilizzata dall'attaccante durante la finale contro i Piccoli Giganti battendo addirittura la Mano di Luce X di Héctor Helio: è l'unica tecnica eseguita da un singolo giocatore a riuscire in tale impresa.
- Grande Fuoco (Big Bang, ビッグバン?, Biggu ban)

Tecnica usata solo nell'anime sviluppata contro i Piccoli Giganti per realizzare il gol del 2-2. Usata con Jude e Shawn. Jude e Shawn saltano, e nel contempo Xavier tira la palla che si ferma a mezz'aria ed accumula energia cosmica. Subito dopo, Shawn crossa per Jude, che con una tallonata rimanda la palla verso il basso. La palla si ferma ed esplode di energia, dopodiché Xavier, Shawn e Jude la colpiscono contemporaneamente, liberando un'energia gigantesca, che accompagna la palla in porta.
- Zona Micidiale Finale (Last Death Zone, ラスト･デスゾーン?, Rasuto desuzōn):

Usata nella Inazuma Legend Japan in combinazione con Shawn e Kevin. Shawn, Kevin e Xavier saltano e ruotano su loro stessi intorno alla palla, caricandola di energia viola e creando un triangolo viola che lascia una scia di triangoli. Dopo aver raggiunto lo spazio si fermano, saltano e colpiscono la palla, che raccoglie la scia di triangoli in uno solo attorno ad essa e li incanala, diventando un raggio viola potentissimo.
- Scambio Nero (Cosmic Blaster, コズミックブラスター?, Kozumikku Burasutā):

Tecnica di tiro usata in Inazuma Eleven Ares in combinazione con Xavier Schiller. Hunter tira la palla a Schiller, il quale si ricopre di energia gialla e la passa al compagno, e i due, tramite vari passaggi, creano intorno alla palla una gigantesca sfera di energia nera ricoperta da una strato azzurro-arancione, la quale esplode quando la palla viene tirata in porta, dirigendosi verso essa avvolta da energia nera-arancione.
- Difesa Lunare (KAMAKURA D?, Kamakura Dimenshon, lett. "Dimensione Kamakura"):

Tecnica di parata combinata usa Inazuma Eleven Orion assieme ad Acker Reese e Duske Grayling nella Inazuma Japan. Duske evoca lo scudo della Parata emblematica mentre Acker e Hunter saltano e, dopo che alle loro spalle appare il cielo notturno, evocano altri scudi come stelle cadenti; Duske quindi crea attorno a sé una cupola di scudi e li trasforma in cristalli fucsia, facendo rimbalzare il tiro all'interno della cupola, che viene indebolito e parato da Duske.

### Darren LaChance
Darren LaChance, nome originale Yūki Tachimukai (立向居 勇気?, Tachimukai Yūki), portiere della Fauxshore e della Raimon col numero 1 e dell'Inazuma Japan col numero 20, centrocampista della Raimon col numero 5 e dell'Inazuma Japan col numero 20

Doppiato in giapponese da Shinnosuke Tachibana e in italiano da Loretta Di Pisa (secondo e terzo gioco), Alex Polidori (anime Inazuma Eleven), ? (Inazuma Eleven Strikers) e? (anime Inazuma Eleven GO)

Gioca come portiere nella Fauxshore Junior High, conosce Mark e i suoi compagni nella ricerca del quaderno delle tecniche segrete del nonno di Mark. È abilissimo nel saper eseguire le tecniche da portiere in pochi secondi. Viene reclutato nella Raimon subito dopo la sconfitta contro la Genesis, giocando come centrocampista col numero 5. Vede in Mark un esempio e un giocatore senza eguali. Viene considerato spesso un copione per aver copiato da Mark la Mano di Luce e la Mano del Colosso (peraltro di colore azzurro) anche se l'ha fatto solo per la sua ammirazione verso Mark. Nella partita contro i Leoni del Deserto, entra in campo al posto dell'infortunato Shawn giocando come centrocampista col numero 20. Sarà capitano della Fauxshore. Ricompare nella serie Inazuma Eleven GO in cui fa allenare Jean-Pierre come portiere.
 In giapponese Yūki (勇気?) significa "coraggio". Usa le tecniche:
- Mano di Luce Azzurra (God Hand, ゴッドハンド?, Goddo hando)

Celebre tecnica di parata usata da Mark Evans e da suo nonno David prima di lui. Darren alza la mano destra, sopra la quale si materializza una grande mano lucente azzurra, ed a questo punto Darren blocca la palla.
- Mano del Colosso Azzurra (Majin the Hand, マジン・ザ・ハンド?, Majin za hando)

Darren alza il braccio destro sopra la testa e quello sinistro in avanti, così Darren prende energia dal cuore creando alle sue spalle un demone azzurro; a questo punto Darren para la palla col la mano destra.
- Mano Insuperabile (Mugen the Hand, ムゲン・ザ・ハンド?, Mugen za hando, lett. "Mano infinita"):

Darren alza le mani circondate da un'aura gialla, poi da dietro appaiono tante piccole Mani di Luce gialle che schiacciano il pallone. Man mano che la forza aumenta, aumenta anche il numero di mani. Mugen (無限?) vuol dire "infinito" in giapponese, a significare che al Grado 5, le mani che si accumulano sulla palla sono infinite.
- Mano di Forza (Maō the Hand, 魔王・ザ・ハンド?, Maō za hando, lett. "Mano del Diavolo"):

Prima vera tecnica da portiere di Darren, sviluppata contro L'Impero. Darren si inginocchia e dalla sua schiena esce un demone viola che para il pallone con due mani verticalmente. Darren riuscirà ad evolverla fino al Grado 5 nella partita tra la "nuova" Raimon e la Raimon originale.

## Altri giocatori della Raimon

### Jim Wraith
Jim Wraith, nome originale Jin Kageno (影野 仁?, Kageno Jin), difensore della Raimon e della "Nuova" Raimon, numero 4

Senza voce nel primo gioco, poi doppiato in giapponese da Yūichi Nakamura e in italiano da Gabriele Patriarca (anime), ? (secondo gioco) e Stefano Pozzi (Inazuma Eleven Strikers)

Giocatore molto depresso e noioso, inquieta tutti i giocatori della Raimon. Nessuno ha mai visto i suoi occhi, sempre coperti dai suoi lunghi capelli bianchi. Non dimostra grandi qualità difensive, ma ama il calcio e vuole a tutti i costi essere utile alla squadra. Riesce a capire come far eseguire a Nathan e Axel il tiro Ali di Fuoco. Dopo l'arrivo di Bobby Shearer, perde il posto da titolare e non gioca praticamente mai, ma avrà l'onore di essere in campo nella finale del campionato regionale contro la Royal Academy e nella finale del Football Frontier contro la Zeus. Nelle poche partite che Jim ha disputato non lo si vede quasi mai in azione. Si unirà anche lui ai Dark Emperors, per poi tornare normale. Jim usa le seguenti tecniche:
- Difesa a Spirale (Coil Turn, コイルターン?, Koiru tān):

Tecnica di difesa. Jim corre velocemente intorno all'avversario che si confonde e si fa rubare la palla.
- Scudo Doppio (Dual Smash, デュアルスマッシュ?, Dyuaru sumasshu):

Tecnica di difesa usata con Thomas Feldt nei Dark Emperors. Jim e Thomas colpiscono la palla con la pianta del piede, impedendone quindi l'ingresso in porta.

### Steve Grim
Steve Grim, nome originale Shin'ichi Handa (半田 真一?, Handa Shin'ichi), centrocampista della Raimon e della "Nuova" Raimon, numero 6

Doppiato in giapponese da Hiro Shimono e in italiano da Stefano Pozzi (primo gioco), Alessio De Filippis (anime Inazuma Eleven), ? (secondo gioco), ? (Inazuma Eleven Strikers), Renato Novara (film) e? (anime Inazuma Eleven GO)

Anche lui è stato uno dei primi membri della Raimon. È abile nelle incursioni e nei cross e sa infondere coraggio. Ha un carattere tranquillo e mite, ma spesso risulta antipatico e scostante. Nonostante sia molto determinato, perde il posto da titolare con l'arrivo di Erik all'inizio della partita contro la Kirkwood. Anche lui si unisce ai Dark Emperors, per poi tornare normale. Ricompare in Inazuma Eleven GO come allenatore della Inazuma Kids FC. Le tecniche di Steve sono:
- Rovesciata Volante (Rolling Kick, ローリングキック?, Rōringu kikku):

Steve esegue una rovesciata a debita distanza da terra, facendo in modo che la palla vada in porta. Questa tecnica viene usata da Steve in un solo episodio, durante un allenamento.
- Formazione V (Revolution V, レボリューションV?, Reboryūshon bui)

Tecnica che Steve usava con Maxwell Carson quando i due erano nei Dark Emperors. Max e Steve si prendono il braccio a vicenda ed iniziano a roteare velocemente attorno alla palla, e poi la calciano scaraventandola in porta con grande velocità e potenza.

### Timmy Saunders
Tim "Timmy" Saunders, nome originale Ayumu "Shōrin" Shōrinji (少林寺 歩 （少林）?, Shōrinji Ayumu (Shōrin)), centrocampista della Raimon e della "Nuova" Raimon, numero 7

Doppiato in giapponese da Masako Jō e in italiano da? (primo gioco), Alessio Cigliano (anime), ? (secondo gioco) e? (Inazuma Eleven Strikers)

Anche lui è stato uno dei primi membri della Raimon. Nonostante la statura bassa, Timmy è un giocatore molto agile, potente e determinato. È esperto in arti marziali e si muove con rapidità ed agilità in campo. Anche lui si è unito ai Dark Emperors, per poi tornare normale. Le tecniche di Timmy sono:
- Vortice Implacabile (Tatsumaki Senpū, 竜巻旋風? lett. "Vortice del tornado"):

Tecnica di dribbling. Timmy lancia la palla a terra dandogli un effetto, generando così un turbine che spazza via gli avversari. Nel doppiaggio italiano, tuttavia, Timmy non menziona il nome della tecnica.
- Colpo del Kung Fu (Kung Fu Head, クンフーヘッド?, Kunfū heddo):

Tecnica di tiro. Timmy colpisce la palla con tecniche marziali e poi, con una testata, la scaraventa in porta. Questa tecnica viene usata da Timmy in un solo episodio, durante un allenamento.
- Calcio Stellare (Shooting Star, シューティングスター?, Shūtingu sutā):

Tecnica di difesa usata con Sam nei Dark Emperors. Sam fa da trampolino con le mani a Timmy, che scende in picchiata colpendo il terreno e producendo un'energia spaziale che fa balzare via l'avversario.

### Sam Kincaid
Sam Kincaid, nome originale Sakichi Shishido (宍戸 佐吉?, Shishido Sakichi), centrocampista della Raimon e della "Nuova" Raimon, numero 8

Doppiato in giapponese da Tōru Nara e in italiano da? (primo gioco), Davide Perino (anime), Federico Zanandrea (secondo gioco) e? (Inazuma Eleven Strikers)

È un ragazzo fifone e ingenuo, ma abile nelle incursioni a centrocampo. Ha degli enormi capelli ricci rossi, che gli coprono interamente gli occhi, e un naso a patata. Anche lui è stato uno dei primi ad unirsi alla squadra ma, come Steve, perde il posto da titolare con l'arrivo di Jude poco prima della partita contro la Farm. Si unisce insieme ad alcuni membri della Raimon ai Dark Emperors, per poi tornare normale. Le tecniche di Sam sono:
- Tiro Fulminante (Grenade Shot?, グレネードショット, Gurenēdo shotto):

Tecnica di tiro. Sam alza la gamba mentre la palla si carica di elettricità. A questo punto, Sam calcia la palla che va dritta verso la porta. Questa tecnica viene usata da Sam in un solo episodio, durante un allenamento.
- Calcio Triplo (Triple Boost, トリプルブースト?, Toripuru būsuto):

Un tiro potentissimo ottenuto unendo la forza di Sam, Nathan e Tod, usato quando i tre giocavano nei Dark Emperors. Tod tira la palla verso Sam, che la calcia nuovamente verso Nathan che la calcia a sua volta, infuocandola e mandandola in porta.
- Calcio Stellare (Shooting Star, シューティングスター?, Shūtingu sutā):

Tecnica di difesa usata con Timmy nei Dark Emperors.
- Bomba Fasulla (nome nel videogioco) / Fiammata Immaginaria (nome nell'anime) (Fake Bomber, フェイクボンバー?, Feiku bonbā):

Tecnica di difesa usata solo in Inazuma Eleven Strikers. Sam corre verso l'avversario che ha il pallone rubandolo e rimpiazzandolo con una bomba che poi esploderà.

### Maxwell "Max" Carson
Maxwell "Max" Carson, nome originale Kūsuke "Max" Matsuno (松野 空介 （マックス）?, Matsuno Kūsuke (Makkusu)), centrocampista della Raimon e della "Nuova" Raimon, numero 9

Senza voce nel primo gioco, poi doppiato in giapponese da Yūki Kodaira e in italiano da Gabriele Patriarca (anime), Stefano Carrara (secondo gioco) e Stefano Pozzi (Inazuma Eleven e film)

Indossa un cappello rosa a righe azzurre con le treccine, e sebbene inizialmente si sia unito alla Raimon spinto dall'entusiasmo di Mark sa muoversi con rapidità in campo. Partecipa alle selezioni per la nazionale con il numero 22, ma non verrà preso. Nel primo videogioco viene identificato con il ruolo di attaccante ma è comunque un centrocampista. Max sa usare le seguenti tecniche:
- Tiro Incrociato (Cross Drive, クロスドライブ?, Kurosu doraibu):

Tecnica di tiro. Max calcia la palla all'indietro, questa torna indietro ed a questo punto Max salta con la gamba davanti, che crea un "barra" che si incrocia con la palla che, quindi seguita da una croce, va verso la porta. Tecnica usata in origine dalla Inazuma Eleven.
- Formazione V (Revolution V, レボリューションV?, Reboryūshon bui):

Tecnica di tiro usata con Steve nei Dark Emperors. Max e Steve si prendono il braccio a vicenda ed iniziano a roteare velocemente attorno alla palla, e poi la calciano scaraventandola in porta con grande velocità e potenza.
- Tackle Fulmineo (nome nel videogioco) / Contrasto Fulmineo (nome nell'anime) (Quick Draw, クイックドロウ?, Kuikku dorou):

Tecnica di difesa. Max esegue un normale tackle ma fatto alla velocità della luce.
- Fenice Oscura (Dark Phoenix, ダークフェニックス?, Dāku fenikkusu)

Un tiro di incredibile potenza ottenuto creando una fenice nera-viola assieme a Nathan e Kevin. Questa tecnica viene sviluppata da Nathan nei Dark Emperors.

### William Glass
William "Willy" Glass, nome originale Kakeru Megane (目金 欠流?, Megane Kakeru), attaccante, numero 12

Senza voce nel primo gioco, poi doppiato in giapponese da Nanae Katō e in italiano da Monica Bertolotti (anime Inazuma Eleven), Deborah Morese (terzo gioco), Annalisa Longo (film) e? (anime Inazuma Eleven GO)

Giocatore improvvisato di scarso talento, preferisce stare in panchina che giocare per la paura. Indossa gli occhiali ed è un po' vanitoso. Appassionato di manga e anime, è l'autore del nome della maggior parte delle nuove tecniche che sviluppano i suoi compagni, ad iniziare dal Dragon Crash di Kevin. Nel terzo gioco diventa uno dei membri dello staff dell'Inazuma Japan, insieme a Camelia, Silvia e Celia. L'unico goal che ha segnato è stato contro la Otaku con la tecnica improvvisata Schianto di Willy (メガネクラッシュ?, Megane kurasshu). Di facciata è arrogante, ma in realtà sa essere gentile e quando riesce a mettere da parte la sua fifoneria, non si tira indietro per sostenere i suoi compagni nonostante le sue capacità atletiche infime. Ha un fratello gemello, Isaac (目金 一斗?, Megane Kazuto), che a differenza di lui è molto più bravo a calcio (era stato persino scrutinato nei provini per l'Inazuma Japan) ma è molto più fragile emotivamente. Nella serie Inazuma Eleven GO William è uno sviluppatore di videogiochi ed hacker che, su richiesta dell'allenatore Travis, entra nella banca dati del Quinto Settore per inserire i dati di Mark, in modo che quest'ultimo diventasse il nuovo allenatore della Raimon. Il suo nome completo significa "mettersi gli occhiali" (眼鏡掛ける?).

### Bobby Shearer
Bob "Bobby" Shearer, nome originale Asuka Domon (土門 飛鳥?, Domon Asuka), difensore della Royal Academy, della Raimon col numero 13 e dell'Unicorno col numero 5

Senza voce nel primo gioco, poi doppiato in giapponese da Jun Konno e in italiano da Marco Bassetti (anime), ? (secondo gioco), Matteo Zanotti (film e terzo gioco) e? (Inazuma Eleven Strikers)

Gioca come difensore per la Raimon, ma tentò di sabotare la squadra per non farla giocare contro la Royal Academy. Successivamente si pente e fa cacciare il professor Wintersea dalla scuola (con cui era in combutta per sabotare la Raimon). È molto legato ad Erik e a Silvia, poiché da bambini erano amici in America. Entra poi a far parte della nazionale americana, L'Unicorno, essendo di origini americane (come Erik). Usa le tecniche:
- Scivolata Micidiale (Killer Slide, キラースライド?, Kirā suraido):

Bobby scivola verso l'avversario muovendo molto velocemente i piedi per togliere la palla. È la principale tecnica di difesa della Royal Academy. Nell'Unicorno la evolve nella Scivolata Micidiale Potenza 2 (Killer Slide Kai, キラースライド改?, Kirā suraido kai, lett. "Killer Slide Evoluzione").
- Tuono del Vulcano (Volcano Cut, ボルケノーカット?, Borukenō katto):

Simile al Taglio Roteante di Malcolm, solo che dal taglio escono fiamme ed esso può bloccare i tiri. Nell'Unicorno lo evolve nel Tuono del Vulcano V2.
- Tri-Pegaso/Volo della Fenice (Tri-Pegasus/The Phoenix, トライペガサス/ザ・フェニックス?, Torai pegasasu/Za finikkusu):

Tecniche micidiali combinate tra Erik, Bobby e Mark Evans. Il Tri-Pegaso si evolve nel Volo della Fenice dopo che esso è stato vanificato dal difensore della Kirkwood, Malcom Night. I tre corrono alla massima velocità e devono incrociare le loro corse in un solo punto: in questo modo rilasciano una grande quantità di energia, dopodiché colpiscono la palla compiendo un grande balzo per raggiungerla. Nel Tri-Pegaso si materializza un cavallo alato azzurro, mentre nel Volo della Fenice si materializza una fenice di fuoco. In Inazuma Eleven Reloaded, Mark e sostituito da Nathan e l'esecuzione della tecnica cambia: i tre calciano in aria la palla come nella Fenice Oscura, e poi la calciano insieme: Bobby e Nathan al volo ed Erik in rovesciata.
- Tornado Finale (Final Tornado)
- Zona Micidiale 2 (Death Zone 2, デスゾーン2?, Desu zōn tsū)

Miglioramento della Zona Micidiale. Tecnica usata da Bobby, Jude e Mark. Un giocatore lancia il pallone in alto, i tre saltano e ruotano attorno al pallone per alcuni secondi, così trasferiscono l'energia che deriva dalla rotazione al pallone, formando un triangolo viola. A questo punto i tre calciano la palla insieme e saltano ancora più in alto, per poi calciare nuovamente la palla, che accumula ancora più potenza. La tecnica è originaria della Royal Academy.
- Volo di Icaro (The Icarus, ジ・イカロス?, Ji Ikarosu):

Tecnica usata in coppia con Mark Kruger nell'Unicorno. Bobby lancia in aria Mark che, spalancando le ali, abbaglia l'avversario dribblandolo.

### Erik Eagle
Erik Eagle, nome originale Kazuya Ichinose (一之瀬 一哉?, Ichinose Kazuya), centrocampista della Raimon col numero 16 e dell'Unicorno col numero 7

Senza voce nel primo gioco, poi doppiato in giapponese da Yūki Kaji e in italiano da Alessio Nissolino (anime) e Stefano Pozzi (secondo gioco, terzo gioco e Inazuma Eleven Strikers)

Chiamato il "Mago del pallone" in America, dove studiava, grazie alla sua abilità. È anche un grande amico di Bobby e Silvia. Dopo un disastroso incidente, Erik viene dato per morto, ma, con sorpresa grande dei suoi due amici, ritorna in Giappone. Erik viene considerato da Axel quasi al livello di Jude e, con alcune caratteristiche, addirittura superiore. In seguito, entrerà a far parte dell'Unicorno con il suo amico Bobby Shearer per il Football Frontier International. Purtroppo le cause dell'incidente in cui era stato coinvolto da piccolo si fanno sentire, ed Erik deve essere nuovamente operato e gli viene riferito che difficilmente tornerà a giocare a calcio; tuttavia, grazie alla sua determinazione e all'aiuto degli amici, Erik tornerà a calcare i campi da calcio. Anche se non appare in essa, viene menzionato indirettamente, oltre ad apparire in flashback, da Alex Zabel durante la serie Inazuma Eleven GO. Usa le tecniche:
- Tiro Roteante (Spinning Shoot, スピニングシュート?, Supiningu shōto):

Erik ruota a testa in giù su sé stesso colpendo il pallone e mandandolo in porta.
- Colpo a Spirale (Spiral Shot, スパイラルショット?, Supairaru shotto):

Erik da un colpo secco al lato della palla, mandandola all'altezza della testa e colpendola dandogli un effetto roteante.
- Danza del Fuoco (Flame Dance, フレイムダンス?, Fureimu dansu):

Erik danza e dai suoi piedi escono delle fiamme che tolgono palla all'avversario. Nell'Unicorno la evolve nella Danza del Fuoco V2.
- Tri-Pegaso/Volo della Fenice (Tri-Pegasus/The Phoenix, トライペガサス/ザ・フェニックス?, Torai pegasasu/Za finikkusu)
- Tornado Finale (Final Tornado)
- Colpo di Pegaso (Pegasus Shot, ペガサスショット?, Pegasasu shotto):

Erik alza la palla con le caviglie e poi calcia il pallone accompagnato da un maestoso cavallo alato. È la tecnica di tiro individuale più forte di Erik.
- Calcio Gemello (Twin Boost, ツインブースト?, Tsuin būsuto)

Usata nella Raimon in coppia con Jude. Jude lancia la palla in alto, Erik gliela rimanda con un colpo di testa e Jude la calcia in porta.
- Pinguino Imperatore n°2 (Kōtei Penguin Nigō, 皇帝ペンギン2号?, Kōtei pengin nigō):

Tecnica eseguita nella Raimon da Jude, Erik e Axel, che può essere sostituito da Kevin o Shawn. Originaria della Royal Academy, era stata usata da Jude per battere la Mano di Luce. Erik e Axel scattano in avanti e Jude fischia facendo sbucare dal terreno cinque pinguini imperatori e poi calcia la palla; i pinguini seguono la palla volando verso Erik e Axel che calciano la palla insieme scatenando la vera potenza del tiro e lanciando la palla verso la porta con velocità straordinaria.
- Grande Lupo (Gran Fenrir, グランフェンリル?, Guran fenriru):

Usato con Mark Kruger e Dylan Keats nella nazionale americana. Mark evoca un lupo e tira la palla dall'alto di una rupe, Erik e Dylan la lanciano in alto e Mark la tira in porta.
- Colpo di Perseo (ペルセウスオーブ?, Peruseusu Oobu, lett: "Orbita di Perseo"):

Tecnica di tiro usata con Sergi Hernández e Elliot Ember nei Zhao Jinyuns in Inazuma Eleven Orion no Kokuin. La palla viene circondata da un'energia azzurra, mentre appare un gigantesco cavaliere alato armato di spada e indossante un elmo greco; in seguito, Elliot e Erik sferzano il pallone e, insieme a Sergi, lo colpiscono mandandolo in porta avvolto da un'aura azzurra.

### Shadow Cimmerian
Shadow Cimmerian, nome originale Kageto "Shadow" Yamino (闇野 カゲト （シャドウ）?, Yamino Kageto (Shadou)), attaccante della Raimon col numero 21 e della "Nuova" Raimon col numero 17

Senza voce nel primo e nel secondo gioco, poi doppiato in giapponese da Kensuke Satō e in italiano da Paola Majano (anime 2ª stagione) e? (Inazuma Eleven Strikers)

Ragazzo di poche parole e dall'aria apparentemente sinistra. Nell'anime è passato alla Raimon dopo che la sua scuola è stata distrutta dalla Alius Academy e viene allenato da Thomas Feldt durante il viaggio della Raimon. Si unisce anche lui ai Dark Emperors, insieme a Feldt e agli esclusi della Raimon, per poi tornare normale. Parteciperà al provino dell'Inazuma Japan con la maglia numero 21, ma non verrà preso. Shadow sa usare queste tecniche:
- Dark Tornado (ダークトルネード?, Dāku torunēdo):

Tecnica di tiro originale di Shadow. L'esecuzione è identica a quella del Tornado di Fuoco, ma il fuoco che ne scaturisce è nero-viola. Nell'incontro tra Raimon Eleven e la "nuova" Raimon si scopre che l'ha evoluto nel Dark Tornado Potenza 2 (Shin Dark Tornado).
- Calcio delle Tenebre (Demon Cut, デーモンカット?, Dēmon katto):

Tecnica difensiva usata da Shadow solo nel terzo gioco. Simile al Taglio Roteante con la differenza che l'energia emanata è viola e appare una faccia demoniaca.

### Byron Love
Byron "Aphrodite" Love, nome originale Terumi "Aphrodi" Afuro (亜風炉 照美 （アフロディ）?, Afuro Terumi (Afurodi)), attaccante e capitano della Zeus col numero 10, poi attaccante della Raimon col numero 11 e della Fire Dragon col numero 9

Doppiato in giapponese da Masayuki Shūji (primo gioco) e Yūko Sanpei (tutto il resto) e in gioco), Alessio Puccio (anime 1ª stagione), Angelo Evangelista (anime 2ª e 3ª stagione), (secondo gioco), Federico Zanandrea (terzo gioco), Alessandro Capra (anime Inazuma Eleven GO)

È l'arrogante ma seducente capitano della potentissima Zeus, allenata da Ray Dark. È basato su Afrodite e ha un aspetto molto femminile. Dopo la sconfitta contro la Raimon nella finale del Football Frontier, ha deciso di entra a farne parte e l'aiuta a sconfiggere l'Alius Academy. Alcuni della Raimon, inizialmente, non si fidavano di lui ma poi diventa grande amico squadra. Subentra al posto di Suzette nella partita contro la Diamond Dust con la maglia numero 11. Nella partita con la Chaos, "unione" della Diamond Dust e della Prominence, si infortunerà e lascerà quindi la Raimon. In seguito si scoprirà di nazionalità sud coreana ed entrerà a far parte della Fire Dragon, nazionale coreana, con Claude e Bryce. Nella serie Inazuma Eleven GO è l'allenatore della Kirkwood. In Inazuma Eleven Ares, inizialmente e deluso dalla sconfitta subita contro la Raimon e dal fatto che la forza della Zeus proveniva dal nettare degli dei; tuttavia, Kiyo Matsuzaka (che in seguito diverrà l'allenatrice della squadra), lo incoraggia, ricordandogli che essendo il capitano, i suoi compagni lo vedono come una figura di riferimento. Nella serie reboot Inazuma Eleven Orion no Kokuin Byron viene convocato per la Inazuma Japan (a differenza della terza stagione della prima serie dove invece era stato convocato per rappresentare la nazionale sudcoreana Fire Dragon) poco dopo che essa si è qualificata per il Football Frontier International. Il suo soprannome originale è "Ruler of the Sky" (天空の支配者?). Le sue tecniche sono:
- Salto Temporale (Heaven's Time, ヘブンズタイム?, Hebunzu taimu):

Tecnica di dribbling. Byron schiocca le dita ed il tempo si ferma. Così Byron sorpassa gli avversari, che vengono poi colpiti da un turbine quando le schiocca nuovamente.
- Colpo Supremo (God Knows, ゴッドノウズ?, Goddo nouzu):

Dalla schiena di Byron escono delle ali, che usa per alzarsi fino alla palla che inizia a risplendere. A questo punto Byron calcia la palla, che si scaraventa in porta con ferocia.
- Ariete Supremo (nome nell'anime) / Tiro Angelico (nome nel videogioco) (God Break, ゴッドブレイク?, Goddo bureiku):

Evoluzione del Colpo Supremo. In questo caso, la palla risplende di più, le ali bianche diventano di color oro ed è colpita con il tacco.
- Grande Caos (Chaos Break, カオスブレイク?, Kaosu bureiku):

È la fusione del Ghiaccio di Fuoco e dell'Ariete Supremo. È usata insieme a Claude e Bryce nella Fire Dragon. Byron esegue la stessa operazione dell'Ariete Supremo, Claude colpisce normalmente e Bryce col tallone rivolto dall'altra parte, poi saltano e colpiscono la palla con Byron. La palla, a questo punto risplendente di giallo dorato, azzurro chiaro e rosso e si scaraventa in porta con grande bagliore e potenza.
- Aurora (The Birth, ザ･バース?, Za bāsu):

Tecnica di tiro usata in combinazione con Tezcat nel film Inazuma Eleven - Chō jigen dream match. Byron e Tezcat si caricano, rispettivamente, di energia rossa ed energia blu, e quando il pallone si alza, essi saltano e formano la doppia elica del DNA che va a ricoprire ed energizzare il pallone, che viene poi calciato da entrambi i giocatori.
- Colpo Supremo Impatto (God Knows Impact, ゴッドノウズ・インパクト?, Goddo nouzu impakuto):

Tecnica di tiro usata in Inazuma Eleven Ares. È simile al Colpo Supremo, con le differenze che in questa tecnica, le ali e l'energia che avvolge la palla sono dorate, e che prima del tiro, Byron esegue varie rotazioni su sé stesso.
- Ali del Cielo (GGG Senjō no Aria, GGG線上のアリア?, Jījījī Senjō no Aria):

Tecnica di tiro usata con Cliff Parker e Xavier Schiller in Inazuma Eleven Orion no Kokuin. Byron e Xavier corrono velocemente attorno a Cliff generando un enorme vortice; successivamente, i due iniziano a colpire ripetutamente il pallone, che rimbalza da una parte all'altra all'interno del vortice fin quando non va in alto; a quel punto, dal pallone spuntano due ali, mentre esso è avvolto da energia dorata, e Byron, Cliff e Xavier lo colpiscono in rovesciata, spedendolo in porta accompagnato dalle ali.
- Orso Polare n°2 (Hokkyoku Guma Nigō, 北極グマ2号?):

Tecnica di tiro usata in combinazione con Sandra Fischer e Sonny Wright in Inazuma Eleven Orion no Kokuin. Dietro i tre compare un orso ghiacciato, nella cui bocca finisce la palla, la quale viene prima congelata e poi tirata in porta contemporaneamente, lasciando una scia di ghiaccio.

### Victoria Vanguard
Victoria "Tori" Vanguard, nome originale Tōko Zaizen (財前 塔子?, Zaizen Tōko), attaccante e capitano del Secret Service col numero 10, difensore-centrocampista della Raimon col numero 8

Doppiata in giapponese da Ayahi Takagaki e in italiano da Emanuela Pacotto (secondo gioco, terzo gioco e Inazuma Eleven Strikers) e Eva Padoan (anime)

Ha i capelli lunghi rossi e porta sempre una specie di cappellino blu con una riga bianca nel mezzo. Figlia del primo ministro giapponese Stewart Vanguard, fa parte della squadra del Secret Service, formata dalle guardie del corpo del padre, e si è poi unita alla Raimon per sconfiggere gli alieni. Le piace Mark, lo si nota in tante puntate. Lascia Nelly e Silvia di sasso baciando sulla guancia Mark, alla fine della partita contro i Dark Emperors. Diventerà, insieme a Suzette, la testimonial della squadra con il numero 105. Giocherà con l'Inazuma Japan nella partita contro la Daystar. All'inizio non si fida di Suzette, ma poi le due ragazze diventeranno grandi amiche. Appare nel videogioco di Inazuma Eleven GO da adulta, ma non nell'anime. Le sue tecniche sono:
- Torre Inespugnabile (The Tower, ザタワー?, Za tawā):

La famosa tecnica difensiva di Victoria. Victoria evoca una grande torre dalla quale scaglia un fulmine che acceca l'avversario, così Victoria può rubargli la palla. La evolve nella Torre Inespugnabile livello 2 nella partita contro la Daystar.
- Volo della Farfalla (Butterfly Dream, バタフライドリーム?, Batafurai dorīmo):

Tecnica usata in coppia con Suzette Hartland. Le due saltano, si prendono per mano e colpiscono contemporaneamente la palla, che va verso la porta schivando gli avversari con leggiadria.
- Torre Gigante (Perfect Tower, パーフェクトタワー?, Pāfekuto tawā)

Tecnica sviluppata insieme a Scott e Hurley. Victoria evoca una torre esagonale mentre Hurley e Scott ci saltano sopra per poi scendere in picchiata a bloccare il tiro o il giocatore. Nella partita tra la Raimon Eleven originale e la Nuova Raimon, Scott, Victoria e Hurley la evolveranno nella Torre Gigante Potenza 2 (Shin Perfect Tower, lett. "Vera Perfect Tower").

### Suzette Hartland
Suzette "Sue" Hartland, nome originale Rika Urabe (浦部 リカ?, Urabe Rika), attaccante e capitano della Tripla C di Osaka col numero 10, poi attaccante della Raimon col numero 7

Doppiata in giapponese da Fujiko Takimoto e in italiano da Cinzia Massironi (secondo e terzo gioco), Eleonora Reti (anime) e? (Inazuma Eleven Strikers)

Ha i capelli celesti lunghi ed è di carnagione scura. Abile e sicura di sé, è cotta di Erik. Gioca in una squadra composta da sole donne, la Tripla C di Osaka. Fa scoprire alla Raimon l'impianto dove si allenava la Epsilon e si unirà alla squadra proprio poco prima della partita contro gli alieni. Diventerà, insieme a Victoria, la testimonial della squadra con il numero 728. Le sue tecniche sono:
- Petali di Rosa (Rose Splash, ローズスプラッシュ?, Rōzu supurasshu):

Suzette tira evocando dei petali che circondano la palla.
- Volo della Farfalla (Butterfly Dream, バタフライドリーム?, Batafurai dorīmu)

Tecnica usata in coppia con Victoria. Le due saltano, si prendono per mano e colpiscono contemporaneamente la palla, che va verso la porta schivando gli avversari con leggiadria.
- Tiro della Torre (Tsūtenkaku Shoot, つうてんかくシュート?, Tsūtenkaku shūto):

Suzette alza la palla che risplende di blu. La palla si piazza in cima alla torre Tsūtenkaku, e da lì schizza in porta. Questa tecnica è sviluppata nel secondo incontro con la Genesis.

## Staff della squadra
Professor Frank Wintersea, nome originale Suguru Fuyukai (冬海 卓?, Fuyukai Suguru), primo "allenatore" della Raimon

Doppiato in giapponese da Gō Shinomiya e in italiano da? (primo gioco), Sergio Lucchetti (anime Inazuma Eleven) e Diego Sabre (anime Inazuma Eleven GO)

Scialbo e codardo, si offre di allenare la Raimon nei primissimi episodi. Sembra agli occhi di tutti un tipo tranquillo, ma in realtà era al servizio di Dark. È stato anche lui a coordinare i movimenti di Bobby, quando era ancora una spia per Jude. Nella serie Inazuma Eleven GO è l'assistente del preside della Raimon, Goldwin.
Seymour Hillman, nome originale Seigō Hibiki (響木 正剛?, Hibiki Seigō), allenatore della Raimon ed ex-giocatore della Inazuma Eleven

Doppiato in giapponese da Shūichirō Moriyama (primo gioco) e Kinryū Arimoto (tutto il resto) e in italiano da Ruggero Andreozzi (primo gioco), Paolo Marchese (anime Inazuma Eleven), Marco Balzarotti (secondo gioco e Inazuma Eleven Strikers) e Dario Oppido (film e anime Inazuma Eleven GO)

Gestiva un modesto ristorante cinese, ma per aiutare Mark diventa il primo allenatore della squadra. Con lui, la Raimon vincerà il Football Frontier. Uomo saggio e di grande esperienza, è l'acerrimo nemico di Ray Dark. Lascerà il posto di allenatore della Raimon a Lina Schiller, per ritornare dopo la sconfitta della Genesis. Era portiere nella leggendaria Inazuma Eleven ed è in grado di eseguire la Mano di Luce Originale; sa eseguire anche l'Ariete Inazuma. Nella terza stagione lascia il posto di allenatore e, prima della partita con il Brasile, è colto da un attacco cardiaco che lo fa finire d'urgenza in ospedale, tuttavia si riprenderà. Nella serie Inazuma Eleven GO è il leader della Resistenza contro il Quinto Settore e diventa il nuovo Imperatore al posto di Alex Zabel quando la Raimon vince il Cammino Imperiale.
Aquilina "Lina" Schiller, nome originale Hitomiko Kira (吉良 瞳子?, Kira Hitomiko), seconda allenatrice della Raimon, poi del Neo Japan

Doppiata in giapponese da Junko Kitanishi e in italiano da Cinzia Massironi (secondo gioco, terzo gioco e Inazuma Eleven Strikers) e Daniela Calò (anime)

Succede a Seymour sulla panchina della Raimon. È una donna forte e decisa ma a volte egoista, il suo compito è formare la squadra più forte del pianeta. Verrà spesso criticata dai membri della Raimon, anche se in seguito capiranno i suoi metodi di allenamento esemplari. È la sorella di Xavier. Lascerà la panchina nuovamente a Seymour dopo la vittoria della Raimon sulla Genesis. Nel terzo gioco allenerà il Neo Japan, squadra formata da membri delle varie squadre affrontate dalla Raimon e capitanata da Dave Quagmire. Nella serie Inazuma Eleven GO è un'educatrice che ha allevato Aitor Cazador da piccolo.
Percival "Percy" Travis, nome originale Michiya Kudō (久遠 道也?, Kudō Michiya), allenatore dell'Inazuma Japan

Doppiato in giapponese da Hiroki Tōchi e in italiano da Andrea Mete (terzo gioco e anime Inazuma Eleven) e Pino Pirovano (anime Inazuma Eleven GO)

È l'allenatore dell'Inazuma Japan. È un uomo serio e determinato a vincere. Avrà un rapporto molto contraddittorio nei confronti di Mark, tant'è che nella finale del torneo di qualificazione lo esclude dalla squadra. È il padre adottivo di Camelia. La figlia, infatti, è totalmente diversa da lui. Prima di essere l'allenatore dell'Inazuma Japan è stato l'allenatore della Cherry Blossom. Nella serie Inazuma Eleven GO è l'allenatore della Raimon e viene poi sostituito da Mark. In questa serie è anche membro della Resistenza.
Silvia Woods, nome originale Aki Kino (木野 秋?, Kino Aki), manager

Doppiata in giapponese da Fumiko Orikasa e in italiano da Emanuela Pacotto (tutti i giochi), Veronica Puccio (anime Inazuma Eleven) e Patrizia Mottola (Inazuma Eleven Go) 
È la manager della Raimon e poi dell'Inazuma Japan. Anche lei giocava a calcio con Erik e Bobby, ma ha abbandonato il calcio perché rimasta sconvolta dall'incidente di Erik. Solare e allegra, non perde mai le speranze. È innamorata di Mark ma non lo ammetterà mai; e nella serie Inazuma Eleven GO sembrerebbe che si sia fidanzata con Erik anche se lui è rimasto negli Stati Uniti. Nella serie Inazuma Eleven GO si prenderà cura di Arion Sherwind, con il quale vive, e si scoprirà che i due sono zia e nipote; sarà anche l'allenatrice di una squadra dilettantistica, l'Età dell'Oro, formata dagli inquilini del suo condominio.

Aki (秋?) significa "autunno".
Celia Hills, nome originale Haruna Otonashi (音無 春奈?, Otonashi Haruna), giornalista del quotidiano scolastico-aiutante

Doppiata in giapponese da Yumi Kakazu (primo gioco) e Hinako Sasaki (tutto il resto) e in italiano da Emanuela Pacotto (primo gioco), Perla Liberatori (anime Inazuma Eleven), Cinzia Massironi (secondo gioco, terzo gioco e Inazuma Eleven Strikers) e Debora Magnaghi (anime Inazuma Eleven GO)

Celia era la giornalista del quotidiano scolastico, poi si è unita alla squadra della Raimon in veste di aiutante. Si scoprirà essere la sorella di Jude Sharp poco prima della fase finale del Football Frontier. Entra poi nello staff dell'Inazuma Japan. Nella serie Inazuma Eleven GO è ancora manager della Raimon oltre che insegnante della scuola.

Haruna deriva da Haru (春?), che significa "primavera".
Nelly Raimon, nome originale Natsumi Raimon (雷門 夏未?, Raimon Natsumi), presidentessa

Doppiata in giapponese da Sanae Kobayashi e in italiano da Cinzia Massironi (primo gioco), Chiara Gioncardi (anime Inazuma Eleven), Loretta Di Pisa (secondo, terzo gioco e Inazuma Eleven Strikers), Patrizia Mottola (film) e Tania De Domenico (anime Inazuma Eleven GO)

Ragazza arrogante, decisa e sicura di sé, è l'orgogliosa presidentessa della Raimon. Inizialmente un po' impacciata e incerta sul suo ruolo, cerca di aiutare Mark e gli altri aiutandoli con compiti di cucina. Nella terza stagione diventa una valida collaboratrice ed esperta di calcio capace sia di analizzare i punti di forza e debolezza di una squadra che di ispirare i suoi compagni. Ha una cotta per Mark. Nella terza stagione deve andarsene all'estero per fare delle ricerche importanti, ma prima della partita contro l'Inghilterra incontra appunto Mark, rivelandogli che in verità stava facendo ricerche, scoprendo che il nonno di quest'ultimo è ancora vivo ed è in giro per l'isola del torneo. Poi lo lascia, dicendo di avere ancora delle indagini in corso e pregandolo di non avvertire gli altri della sua presenza sull'isola, rimanendo misteriosa sul perché. Dopo la qualifica della Inazuma alle semifinali rivela la sua presenza agli altri, consegnando a Mark un quaderno con l'insegnamento più prezioso di suo nonno: le "undici regole del cuore". Rimane per una giornata con loro, aiutandoli a scoprire il segreto delle Chiavi della Leggenda, rifiutando, tuttavia, ogni loro offerta di tornare con loro. Il giorno dopo se ne va in silenzio, dicendo a Mark che aveva deciso di lasciare la Inazuma. Quando questi, stupito, le chiede il perché, ora che stanno per diventare i più forti del mondo, lei lo ringrazia sorridendo per averla liberata dai dubbi di aver fatto la scelta giusta, prima di dirgli addio con gli occhi che le brillano dalla tristezza. Dopo le semifinali, in un incontro casuale fra Mark e l'allenatore dei Piccoli Giganti nello Stadio del Condor, gli rivela che è diventata manager di quella squadra senza dir niente ai suoi compagni, col compito di raccogliere informazioni e analizzare le strategie degli avversari per renderli la squadra più forte del mondo, andandosene poi con loro e voltando le spalle ad uno scioccato e furente Mark, e promettendogli che si sarebbero rincontrati in finale. Andata a trovare Seymur e l'agente Smith all'ospedale, si viene a sapere che l'allenatore dei Piccoli Gianti è in realtà David Evans, nonno di Mark, e che la decisione di Nelly risale a quando in Cotarl, dopo averlo incontrato per convincerlo a tornare da Mark, aveva appreso il suo desiderio di incontrare il nipote in una partita alla vetta del mondo. Sentendo che l'Inazuma ci sarebbe arrivata anche senza il suo aiuto, peraltro finora esiguo paragonato a quello delle altre ragazze dello staff, aveva deciso di aiutare David Evans fino in fondo con tutte le conoscenze apprese fino ad allora. Da notare che, nonostante la sua decisione di lasciare la squadra e unirsi ai Piccoli Giganti, non ha mai dubitato della vittoria dell'Inazuma Japan, conservando l'intenzione di spiegar loro tutto, tramite l'agente Smith o Seymur, prima della finale, accettando le conseguenze delle sue azioni e decisa a rimettersi al giudizio dell'Inazuma, una volta finito il suo compito, seppur triste alla prospettiva di non poter più essere una di loro. Non potendo rivelare la verità agli altri in pubblico, è nuovamente costretta a recitare la parte della "traditrice" davanti ai suoi compagni all'ospedale, ma poco dopo, durante l'attacco alla sede del Cotarl, svelata la verità a Mark e agli altri, aiuterà la Inazuma a capire come battere lo Zoolan Team. Dopo aver assistito da lontano al compimento della sua missione, l'incontro tra Mark e suo nonno, le verrà chiesto da quest'ultimo di tornare con la Inazuma prima della sfida con i Piccoli Giganti, ora che i suoi amici avevano bisogno di una come lei per dare in massimo e lei sapeva di essere in grado di aiutarli. Inizialmente scioccata dal fatto che il nonno di Mark l'avesse allenata ad essere una buona collaboratrice, prevedendo un suo ritorno all'Inazuma fin dall'inizio, capisce, tuttavia, che il suo vero posto è con Mark e i suoi compagni, dato che il suo cuore è sempre stato con loro. Tornata come manager della Inazuma, all'inizio viene vista con diffidenza e sospetto dalla squadra, causa le precedenti azioni e dichiarazioni. Mark, tuttavia, comprese le sue ragioni, la stava aspettando, come se finora fosse semplicemente andata ad allenarsi, salutandola come se fosse tornata da un lungo viaggio. I due si stringono le mani, facendola conseguentemente accogliere con entusiasmo dal resto della Inazuma, con suo sommo sollievo. Lieta della possibilità di essere nuovamente al fianco dei suoi compagni al momento decisivo, darà quindi un contributo significativo a preparare la Inazuma per la finale, esultando con il resto dello staff alla loro vittoria. Dopo la cerimonia del diploma organizzerà la partita di saluto fra la Vecchia e la Nuova Raimon.

Nella serie Inazuma Eleven GO si sposa con Mark nell'anime e nella versione Luce del videogioco, mentre nella versione Ombra è Camelia a farlo.

Natsumi deriva da Natsu (夏?), che significa "estate".
Camelia "Cammy" Travis, nome originale Fuyuka "Fuyuppe" Kudō (久遠 冬花 （フユッペ）?, Kudō Fuyuka (Fuyuppe)), amica d'infanzia di Mark

Doppiata in giapponese da Haruka Tomatsu e in italiano da Joy Saltarelli (anime Inazuma Eleven), Deborah Morese (terzo gioco e Inazuma Eleven Strikers) e Katia Sorrentino (anime Inazuma Eleven GO)

Figlia adottiva del coach Percy Travis, in seguito alla perdita dei suoi genitori in un incidente stradale. Entra a far parte dello staff tecnico dell'Inazuma Japan insieme a Silvia e Celia. È soprannominata "Cammy" da Mark, poiché loro due sono stati grandi amici ai tempi dell'infanzia, ma pare che la ragazza non ricordi nulla in seguito ad un incidente nel quale perse i suoi genitori e a una perdita "artificiale" della memoria per aiutarla a guarire dallo shock. Con l'aiuto di Mark riacquisterà pian piano la memoria. Nella versione Ombra del videogioco Inazuma Eleven GO si sposa con Mark, mentre nell'anime e nella versione Luce è Nelly a farlo. Tuttavia, compare anche nell'anime, in cui lavora come infermiera nell'ospedale cittadino, cosa che comunque fa anche nella versione Ombra.

Fuyuka deriva da Fuyu (冬?) che significa "inverno".

## Altri personaggi importanti
Ray Dark, nome originale Reiji Kageyama (影山 零治?, Kageyama Reiji), allenatore della Royal Academy, poi della Zeus, della Absolute Royal Academy, del Team D e dell'Orfeo

Doppiato in giapponese da Kyūsaku Shimada (primo gioco) e Seiji Sasaki (tutto il resto) e in italiano da Ruggero Andreozzi (primo gioco), Pasquale Anselmo (anime) e Massimiliano Lotti (secondo gioco e terzo gioco), Francesco Maggioni (Inazuma Eleven Ares)

Ha cercato di impedire alla Raimon di raggiungere la finale nel Football Frontier, arrivando al punto di far cadere delle travi d'acciaio dal soffitto. In seguito viene anche arrestato ma fugge grazie a Caleb. Si scopre poi che lui è anche l'allenatore della Zeus, una squadra devastante che sconfigge la Royal per 10-0. Il suo principale obiettivo è quello di vendicarsi di David Evans, per aver mandato in rovina suo padre, ora considerato scomparso. Jude, una volta entrato nella Raimon, racconta alla squadra, che Dark li ripeteva sempre la seguente frase: conta solo la vittoria, i perdenti non meritano proprio niente. Visto che David Evans è ormai morto (o almeno sembra), vuole distruggere la Raimon, dove gioca Mark, con ogni mezzo possibile. Odia il calcio, cosa che si capisce in molti episodi, ma grazie a Jude, Giulio e Paolo riuscirà a capire che a lui piace il calcio. Nel terzo gioco, per non destare sospetti e non farsi riconoscere, si tinge i capelli di biondo e cambia capigliatura e, in occasione del FFI, diventa l'allenatore (in maniera crudele) della Orfeo. Per ottenere questo, fa infortunare molti titolari della squadra come Raffaele Generani, Gianluca Zanardi, il portiere Gabi e altri. Nel FFI diventa il tirapiedi di un altro uomo, il presunto allenatore del Regno, Rice. Dopo il suo arresto viene investito da un camion, sorridendo, e di lui non si sa più nulla (viene da tutti creduto morto). È l'unico allenatore aver allenato così tante squadre. Nella serie Inazuma Eleven GO ha un nipote che si chiama Hikaru Kageyama, che entrerà come attaccante nella Raimon. Nel gioco Inazuma Eleven GO Chrono Stones, ma non nell'anime, compare un uomo molto somigliante a lui che è l'allenatore della Children of the Night, chiamato "Grandfather" (in inglese "nonno"). Lo stesso "Grandfather" ricompare in Inazuma Eleven GO Galaxy come allenatore della squadra chiamata Inazuma Japan nel gioco e Shinsei Inazuma Japan nell'anime, con il nome di Astero Black (Ryūsei Kuroiwa): si scoprirà poi che quest'uomo è veramente Ray Dark, che fu rianimato per fargli salvare la Terra dalla minaccia degli alieni. Nella serie reboot Inazuma Eleven Ares ritorna al suo ruolo di allenatore della Royal Academy dopo essere stato scagionato dal presidente della Gekkō Electronics Pietro Viperi. Riappare anche in Inazuma Eleven Orion come allenatore della Shadow of Orion, la squadra finale della Fondazione Orione.
Zoolan Rice, nome originale Garshield Bayhan (ガルシルド・ベイハン?, Garushirudo Baihan), capo di Ray Dark e "falso" allenatore del Regno

Doppiato in giapponese da Yōsuke Akimoto e in italiano da Saverio Indrio (anime) e Matteo Zanotti (terzo gioco)

È l'antagonista assoluto della terza saga. Si scopre che Ray Dark è il suo tirapiedi. È un uomo malvagio e contorto, interessato solo alla conquista del mondo mediante il calcio. Per compromettere la qualificazione alla finale dell'Inazuma Japan, costringe Mac Robingo a vincere a tutti i costi. Fonda lo Zoolan Team per fermare l'Inazuma Japan, ma viene sconfitto e arrestato. Ha un fedele tirapiedi di nome Phil A. Minion.
Chester Horse Sr., nome originale Ōshō Kakuma (角馬 王将?, Kakuma Ōshō), cronista sportivo del Football Frontier

Doppiato in giapponese da Tetsu Inada e in italiano da? (primo gioco), Mino Caprio (anime Inazuma Eleven), Matteo Zanotti (terzo gioco), Mario Scarabelli (anime Inazuma Eleven GO) e Gianni Gaude (anime Inazuma Eleven Ares)

È il principale cronista sportivo della serie, nonché padre di Chester Horse Jr. È il commentatore del Football Frontier, ma spesso commenta qualche partita dell'Inazuma Japan sull'isola di Liocott. È inoltre il commentatore delle partite del girone di qualificazione asiatico. Nella serie Inazuma Eleven GO è il commentatore delle partite del torneo Cammino Imperiale; in tale serie compare un altro suo figlio, Charlie Horse (Ayumu Kakuma). In Inazuma Eleven GO Chrono Stones commenta la partita fra Stati Uniti e Giappone in cui la Protocol Omega 2.0 si è sostituita al Giappone. Nella serie Inazuma Eleven GO Galaxy è il commentatore delle partite di qualificazione del girone asiatico del Football Frontier International Vision 2. Nella serie reboot Inazuma Eleven Ares è il commentatore delle partite del Football Frontier, e si scopre avere un terzo figlio, Chesney, anch'egli commentatore del torneo. In Inazuma Eleven Orion no Kokuin, invece, è il commentatore della fase di qualificazione asiatica del Football Frontier International e del torneo stesso (insieme a Maxtor Lunde).
Chester Horse Jr., nome originale Keita Kakuma (角馬 圭太?, Kakuma Keita), cronista sportivo della Raimon

Doppiato in giapponese da Kiyotaka Furushima e in italiano da? (primo gioco), Alessio Cigliano (anime), ? (secondo gioco) e? (Inazuma Eleven Strikers)

È un giovane ed eccentrico cronista sportivo, oltre che tifoso sfegatato della Raimon. È sempre presente alle partite della Raimon, commentandole esclusivamente. È un tipo simpatico, ma non sopporta il padre (il cronista del Football Frontier) quando lo sostituisce nelle partite più importanti. Nella terza stagione non compare quasi mai in quanto commenta solo la partita contro il Neo Japan, la partita di selezione e l'ultima partita tra la Raimon originale e la "nuova" Raimon. Lo si vede guardare in televisione la finale tra Inazuma Japan e Piccoli Giganti. Nella serie Inazuma Eleven GO si scopre che Chester ha un fratello più piccolo, Charlie, mentre in Inazuma Eleven Ares si scopre avere un fratello maggiore, Chesney.
Gregory Smith, nome originale Gengorō Onigawara (鬼瓦 源五郎?, Onigawara Gengorō), investigatore

Doppiato in giapponese da Tomohisa Asō e in italiano da? (primo gioco), ? (anime) e Claudio Ridolfo (secondo gioco)

L'investigatore che un tempo era un giornalista ed è diventato investigatore quando è successo l'incidente dell'Inazuma Eleven. È lui che riesce, insieme a Nelly Raimon, a scoprire che il nonno di Mark è vivo e che lo ha salvato il vero padre di Camelia, morto in seguito. Nella storia arresta Dark e gli altri antagonisti dell'Inazuma, dopo la loro sconfitta sul campo.
Astram Schiller, nome originale Seijirō Kira (吉良 星二郎?, Kira Seijirō), dirigente

Doppiato in giapponese da Katsuhisa Hōki e in italiano da Marco Balzarotti (secondo gioco) e? (anime)

Padre di Lina e Xavier, è il dirigente del Gruppo Schiller. Voleva vendere le sue armi al Giappone ma il primo ministro Vanguard non accettò e Astram decise di vendicarsi scatenando una guerra con l'uso del calcio e della pietra di Alius. Si scoprirà, infatti, che gli Alieni della Alius Academy erano in realtà degli orfani della Sunshine Academy che la pietra di Alius ha trasformato in individui dai poteri eccezionali. Dopo la partita della sua squadra, la Genesis, contro quella di Mark, ritornerà normale. Aveva un altro figlio chiamato Xavier che morì per cause sconosciute, poiché sembra che fosse coinvolto il figlio di un politico. Dopo tale evento, Astram iniziò ad odiare il mondo.
Godric Wyles, nome originale Ryūichi Kenzaki (研崎 竜一?, Kenzaki Ryūichi), tirapiedi del sig. Schiller, poi allenatore dei Dark Emperors

Doppiato in giapponese da Ken Narita e in italiano da Claudio Ridolfo (secondo gioco) e? (anime)

Lecchino e tirapiedi del sig. Schiller. Dopo la sconfitta della Genesis, ruba un frammento della pietra di Alius e crea i Dark Emperors. Ma grazie all'intervento di Mark, il suo piano di conquista del mondo fallisce e viene arrestato dalla polizia.
Signor Veteran, nome originale Furukabu (古株?), guidatore dell'Autobus Inazuma

Doppiato in giapponese da Tomohisa Asō e in italiano da? (primo gioco), ? (anime Inazuma Eleven), Marco Balzarotti (secondo gioco) e Pietro Ubaldi (anime Inazuma Eleven GO)

Un uomo con capelli e baffi bianchi che compare già nel primo gioco e nella prima parte dell'anime, in cui parla con la Raimon della vecchia Inazuma Eleven e sembra conoscere molti degli ex giocatori di quest'ultima. Diventa poi il guidatore dell'Autobus Inazuma nel secondo gioco e nella seconda stagione dell'anime. Ricompare in Inazuma Eleven GO, in cui fa da arbitro della partita tra Raimon e Cavalieri Oscuri.
Sonny Raimon, nome originale Sōichirō Raimon (雷門 総一郎?, Raimon Sōichirō), presidente del consiglio di amministrazione della Raimon

Doppiato in giapponese da Kōichi Sakaguchi e in italiano da? (primo gioco), Luigi Ferraro (anime Inazuma Eleven), Massimiliano Lotti (secondo e terzo gioco) e Oliviero Corbetta (anime Inazuma Eleven GO)

È il presidente della Raimon ed il padre di Nelly. Un tempo era un grande fan dell'Inazuma Eleven ma dopo il giorno dell'incidente, cominciò a rinnegare il calcio. Solo con le vittorie della Raimon ricomincerà a tifare. Nella serie Inazuma Eleven GO è un membro della Resistenza.
George Firewill, nome originale Shinzō Hirai (火来 伸蔵?, Hirai Shinzō), preside della Raimon

Doppiato in giapponese da Tetsu Inada e in italiano da? (primo gioco), ? (anime Inazuma Eleven), ? (secondo gioco) e Cesare Rasini (anime Inazuma Eleven GO)

È l'anziano preside della Raimon. Nel gioco, si occupa della gestione della squadra. Nella serie Inazuma Eleven GO fa parte della Resistenza.
David Evans, nome originale Daisuke Endō (円堂 大介?, Endō Daisuke), ex allenatore della Inazuma Eleven e attuale allenatore dei Piccoli Giganti

Doppiato in giapponese da Yuzuro Fujimoto (da vecchio) e Hiroyuki Yoshino (da giovane) e in italiano da? (primo gioco), ? (anime), Stefano Albertini (terzo gioco) e Maurizio Scattorin (Inazuma Eleven Go: Chrono Stone)

È il nonno di Mark Evans, conosciuto come uno dei più forti portieri di sempre e dato per morto dopo l'incidente causato da Ray Dark alla Inazuma Eleven, la squadra della Raimon che lui allenava. Mark apprende varie tecniche dai suoi appunti. Si scopre poi che è ancora vivo e si è rifugiato in Cotarl, dove allena i Piccoli Giganti. Nelly rivela a Mark che è vivo e che si trova sull'Isola Liocott durante il Football Frontier International, così Mark lo rincontra. Il suo sogno è quello di confrontare la squadra da lui allenata, i Piccoli Giganti, con la squadra creata da suo nipote, l'Inazuma Japan. Per questo motivo, durante la permanenza di Nelly come manager della sua squadra, le insegna tutto quello che può su come essere una valida collaboratrice e tattica, con l'intento che poi, arrivati al confronto, ritornasse con l'Inazuma per aiutarli a dare il massimo, e, prima della finale, suggerisce velatamente e in varie occasioni al nipote come inventare nuove tecniche e migliorarsi. Compare anche in Inazuma Eleven GO Chrono Stones.
Miles Ryan, nome originale Ryō Miyasaka (宮坂 了?, Miyasaka Ryō), membro della squadra di atletica

Doppiato in giapponese da Miwa Kōzuki e in italiano da? (primo gioco), Alex Polidori (anime) e? (Inazuma Eleven Strikers)

Amico di Nathan e membro della squadra di atletica della Raimon, ha chiesto più volte invano a Nathan di tornare nella squadra di atletica. Nel gioco può anche essere reclutato.
Stewart Vanguard, nome originale Sōsuke Zaizen (財前 宗助?, Zaizen Sōsuke), primo ministro del Giappone

Doppiato in giapponese da Yūichi Nakamura e in italiano da Claudio Ridolfo(secondo e terzo gioco), Fabio Boccanera (anime Inazuma Eleven) e? (anime Inazuma Eleven GO)

È il primo ministro del Giappone e il padre di Victoria Vanguard. È appassionato di calcio e le sue guardie del corpo hanno formato insieme alla figlia la squadra dilettantistica Secret Service. Compare per la prima volta nel secondo gioco e nella parte dell'anime da esso tratta, ad una cerimonia in cui la figlia cerca di proteggerlo dai presunti alieni che vogliono rapirlo, ma questi ci riusciranno comunque. In seguito scopre dove si trova la base dell'Alius Academy, per poi tornare e rincontrare Victoria. È colui che rifiutò la proposta di Astram Schiller di usare l'Alius Academy per scopi militari. Fa poi delle brevi apparizioni nella parte dell'anime tratta dal terzo gioco, in cui guarda le partite del Football Frontier International in televisione. Ricompare poi in Inazuma Eleven GO, Inazuma Eleven GO Chrono Stones e Inazuma Eleven GO Galaxy.

Il suo nome e il suo cognome originali e il suo cognome italiano, così come l'aspetto del personaggio e il doppiatore originale, sono gli stessi del primo ministro che compare in Danball senki, altra serie di videogiochi prodotta da Level-5, e nell'anime Little Battlers eXperience da essa tratto, con la differenza che nella versione italiana di Inazuma Eleven ha anche un nome di battesimo, Stewart, mentre in quella di Little Battlers eXperience è chiamato solo "Vanguard".
Paul Peabody, nome originale Gorō Tamano (多摩野 五郎?, Tamano Gorō), difensore nel gioco e centrocampista nel manga

Doppiato in Inazuma Eleven Strikers in giapponese da Miwa Kōzuki e in italiano da?

Personaggio che compare nel primo gioco e nel manga, ma non nell'anime. Nel gioco bisogna chiederglielo 27 volte per poterlo reclutare. Anche se nel gioco è un difensore, sa usare le tecniche da portiere di Mark Evans, quindi è più adatto ad essere utilizzato come portiere. Nel manga è un centrocampista, si unisce alla Raimon e diventa poi il manager dell'Inazuma Japan.

## Inazuma Eleven
Fu la famosa squadra allenata da David Evans (Daisuke Endō) che raggiunse la finale quarant'anni fa. A causa di Ray Dark, la squadra subì un incidente e dovette rinunciare alla finale del Football Frontier lasciando la vittoria alla Royal Academy, che continuerà a vincere il torneo fino ai giorni nostri. Nel gioco possiedono anche delle riserve, assenti nell'anime.
Seymour Hillman, nome originale Seigō Hibiki (響木 正剛?, Hibiki Seigō), portiere e capitano, numero 1

Proprietario di un ristorante cinese. In seguito diventerà l'allenatore della Raimon.
Charles Island, nome originale Kazuto Ukishima (浮島 一人?, Ukishima Kazuto), difensore, numero 2

Un tipo misterioso che si crede un personaggio importante. Usa insieme a Constant Builder la tecnica Ali di Fuoco (Honō no Kazamidori, 炎の風見鶏? lett. "Banderuola della fiamma").
Garret Hairtown, nome originale Kirito Kamimura (髪村 切斗?, Kamimura Kirito), difensore, numero 3

Di professione barbiere.
Arthur Sweet, nome originale Chikara Aida (会田 力?, Aida Chikara), difensore, numero 4

Doppiato in giapponese da Yūichi Nakamura e in italiano da? (primo gioco), ? (anime) e? (secondo gioco)

Appare nel primo gioco come l'allenatore della Inazuma Kids FC. Chikara (力?) significa "forza".
Peter Mildred, nome originale Manabu Batora (場寅 仕?, Batora Manabu), difensore, numero 5

È il maggiordomo di Nelly.
Josh Nathaniel, nome originale Yō Nakama (中間 庸?, Nakama Yō), centrocampista, numero 6

Personaggio normale senza particolari caratteristiche. Fa l'impiegato.
Edward Gladstone, nome originale Gengorō Ikari (碇 頑五郎?, Ikari Gengorō), centrocampista, numero 7

Odia chi infrange le regole e dice sempre "vergogna". Soprannominato "L'Avvoltoio".
Tyler Thomas, nome originale Tamotsu Teira (定良 保?, Teira Tamotsu), centrocampista, numero 8

Di professione sarto.
Ian Suffolk, nome originale Yō Tamiyama (民山 謡?, Tamiyama Yō), attaccante, numero 9

Un professore della Raimon.
Joseph Yosemite, nome originale Iwao Sugata (菅田 巌?, Sugata Iwao), centrocampista, numero 10

È un cantante folk. Soprannominato "Il Lupo". Usa la tecnica Tiro Incrociato (Cross Drive, クロスドライブ?, Kurosu doraibu).
Constant Builder, nome originale Kōichi Biruda (備流田 光一?, Biruda Kōichi), attaccante, numero 11

Ha un fisico da ventenne. Soprannominato "Il Leone". Usa insieme a Charles Island la tecnica Ali di Fuoco (Honō no Kazamidori, 炎の風見鶏? lett. "Banderuola della fiamma").
Ted Poe, nome originale Nao Atsuta (厚田 直?, Atsuta Nao), attaccante, numero 12

Professore universitario. Parla in modo complicato e nessuno lo capisce.
Marshall Heart, nome originale Ryū Kakeyama (賭山 流?, Kakeyama Ryū), attaccante, numero 13

Maestro di arti marziali.
Dom Foreman, nome originale Kōji Tsuchimori (土盛 工司?, Tsuchimori Kōji), centrocampista, numero 14

Capocantiere. Crede che il lavoro sia un allenamento.
Slot MacHines, nome originale Haito "Haijin" Kunikida (国木田 俳人 （はいじん）?, Kunikida Haito (Haijin)), difensore, numero 15

Giocatore d'azzardo. È sempre "o la va o la spacca" quando gioca. Haijin è un'altra possibile pronuncia degli ideogrammi del suo nome di battesimo e significa "poeta di haiku".
Bill Steakspear, nome originale Ryōji Michiba (道場 亮治?, Michiba Ryōji), difensore, numero 16

Proprietario di una steakhouse. Le sue bistecche ridanno le energie.

## Personaggi di Inazuma Eleven Orion no Kokuin
Questa pagina contiene anche informazioni derivate da Inazuma Eleven Wiki (EN)  utilizzate con licenza Creative Commons Attribution-ShareAlike 3.0 Unported (CC BY-SA 3.0)